# Bielsko-Biała

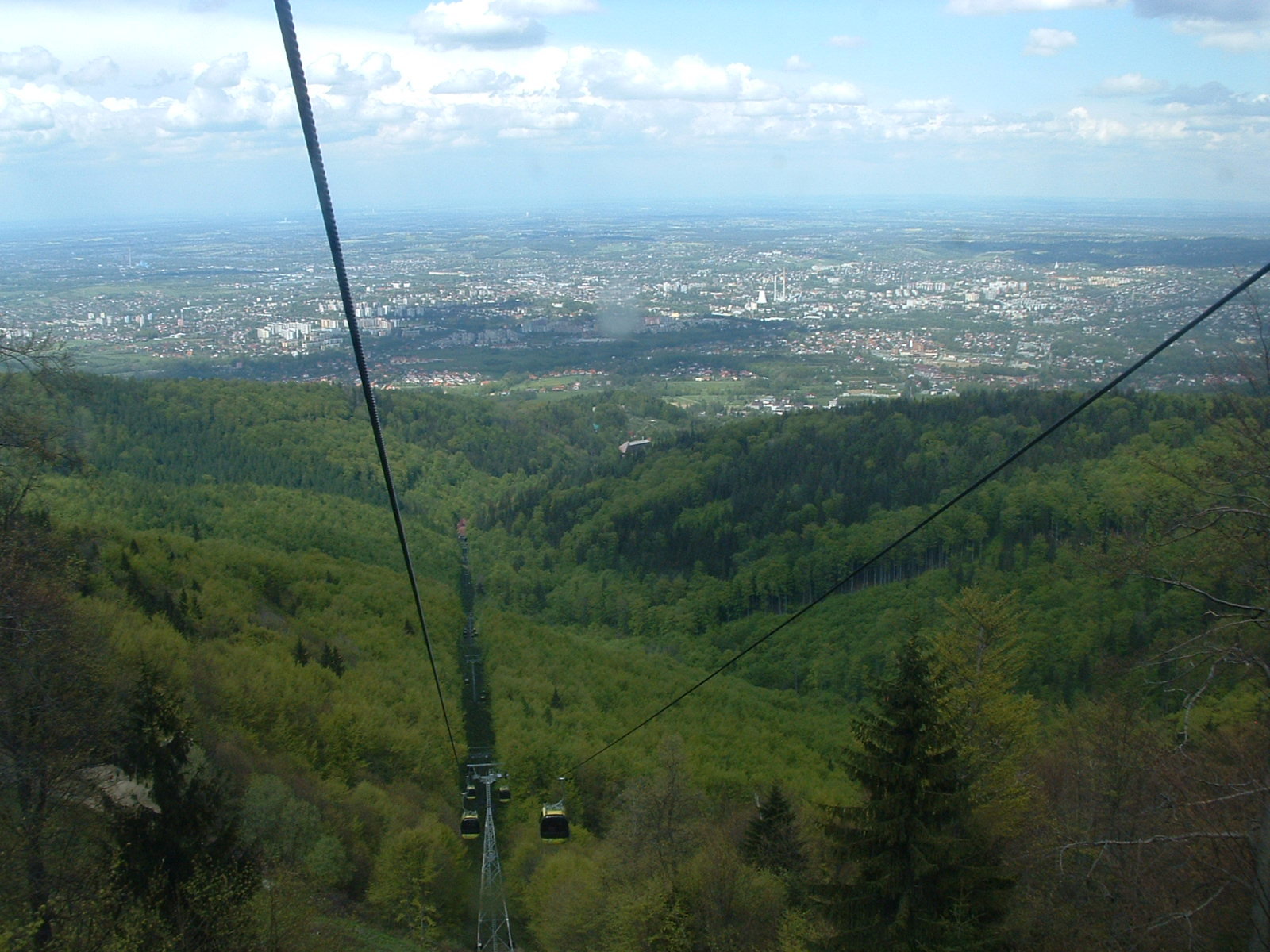
Blick von der Szyndzielnia

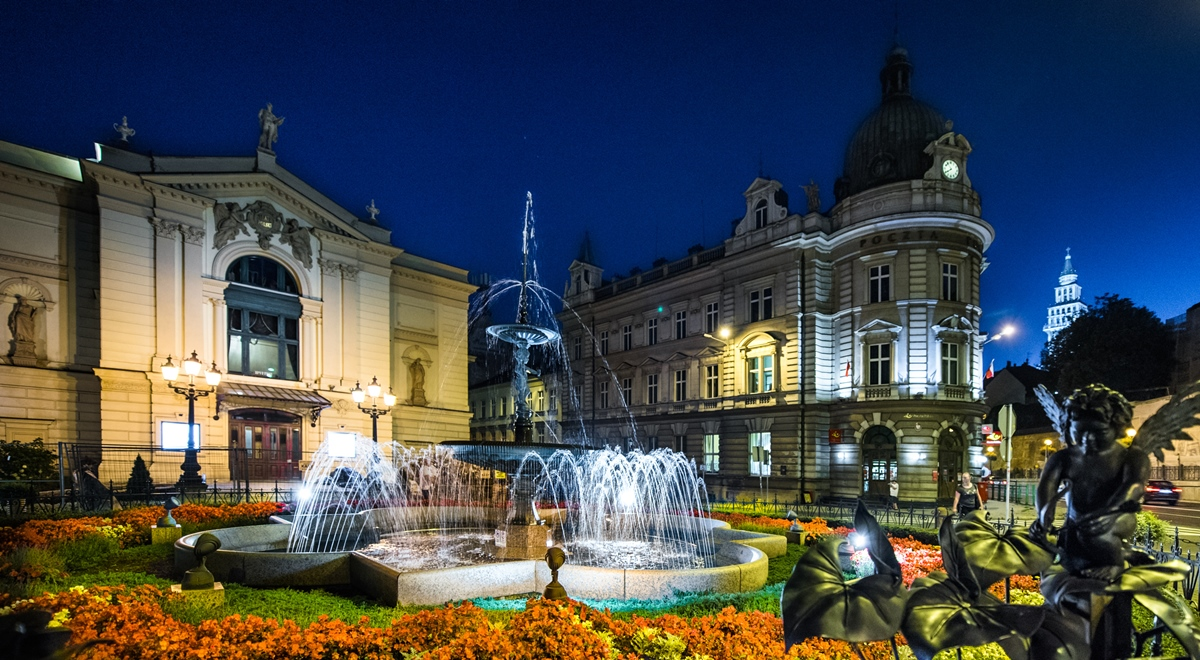
Theater und Post

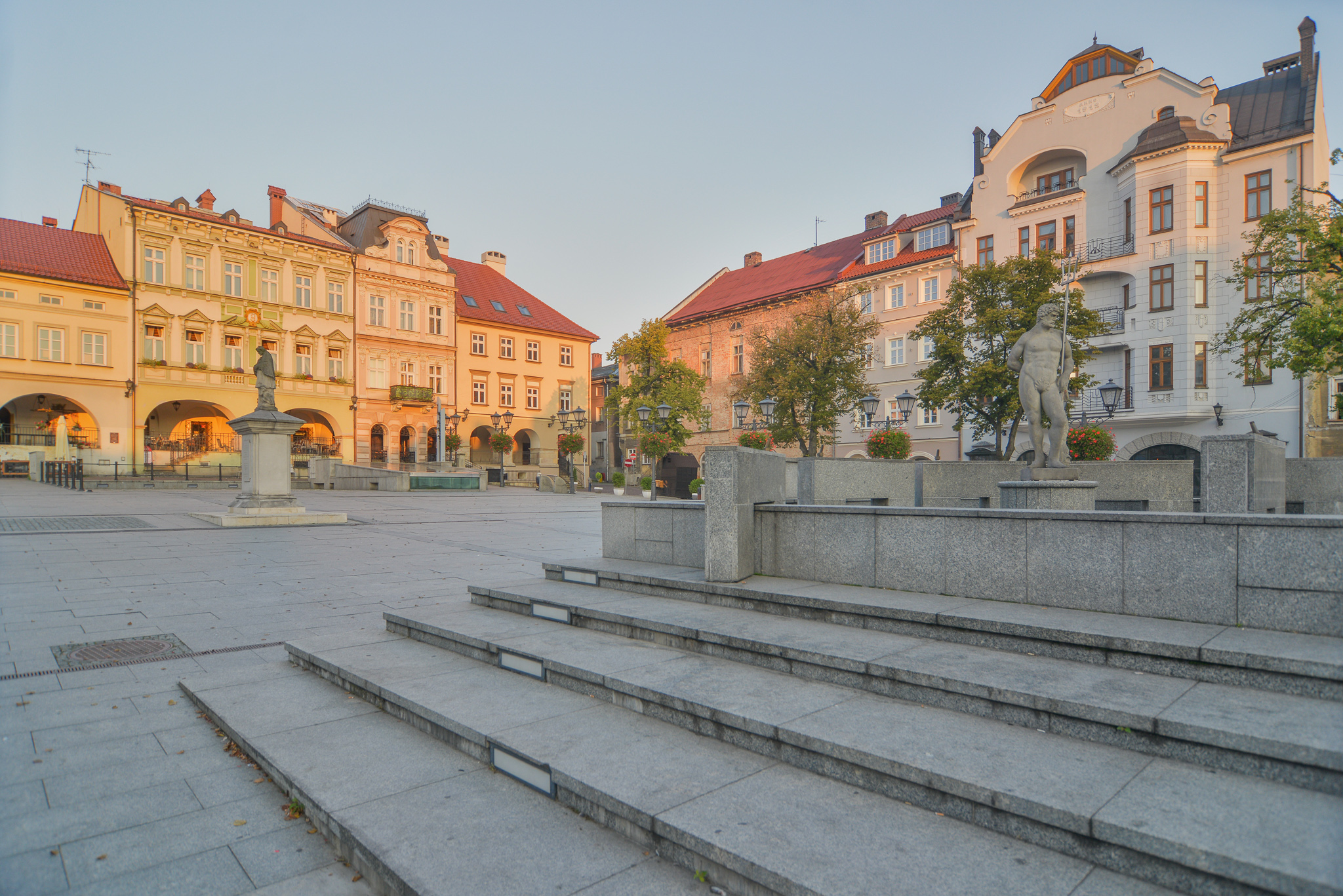
Marktplatz von Bielitz

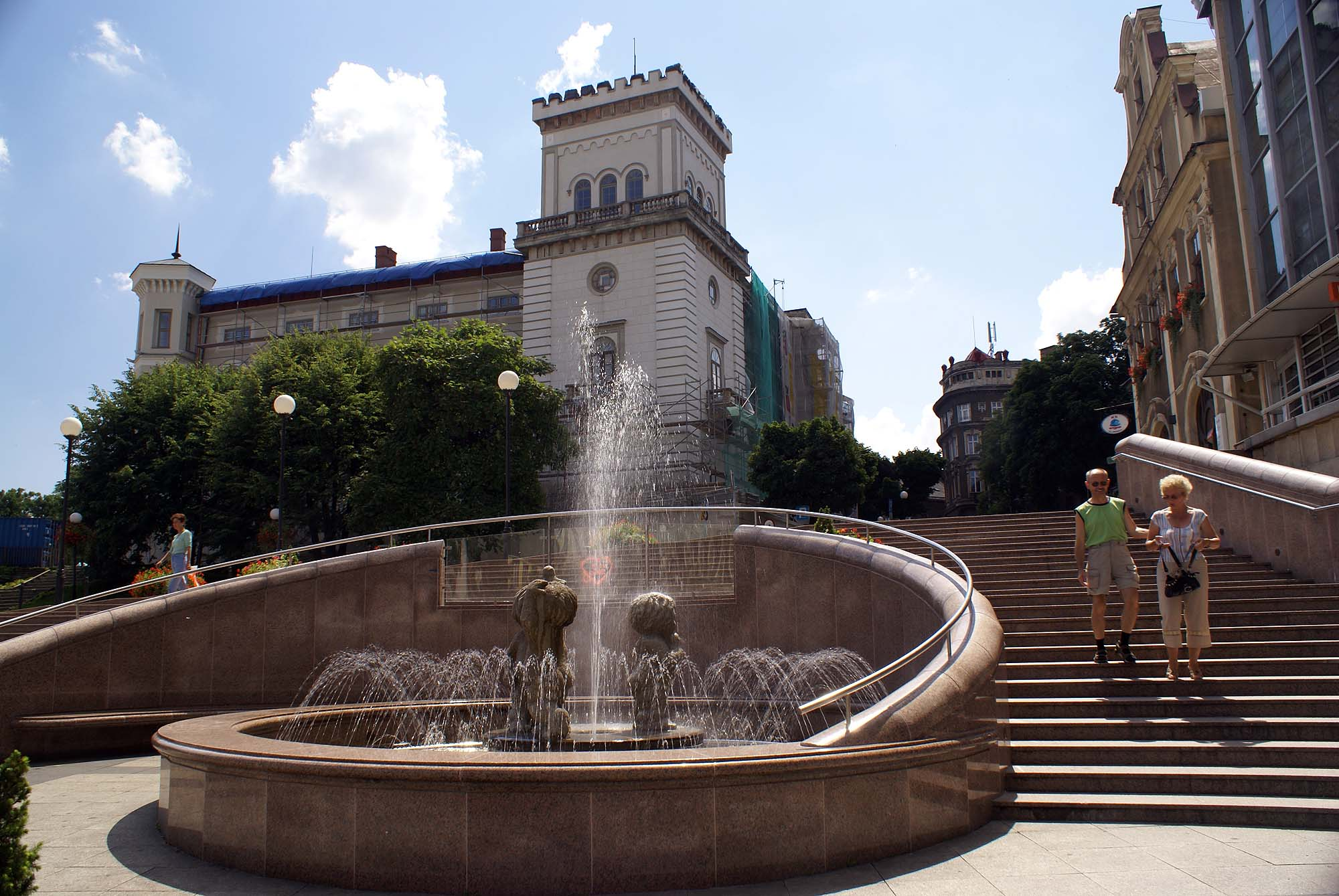
Chrobry-Platz in Bielitz

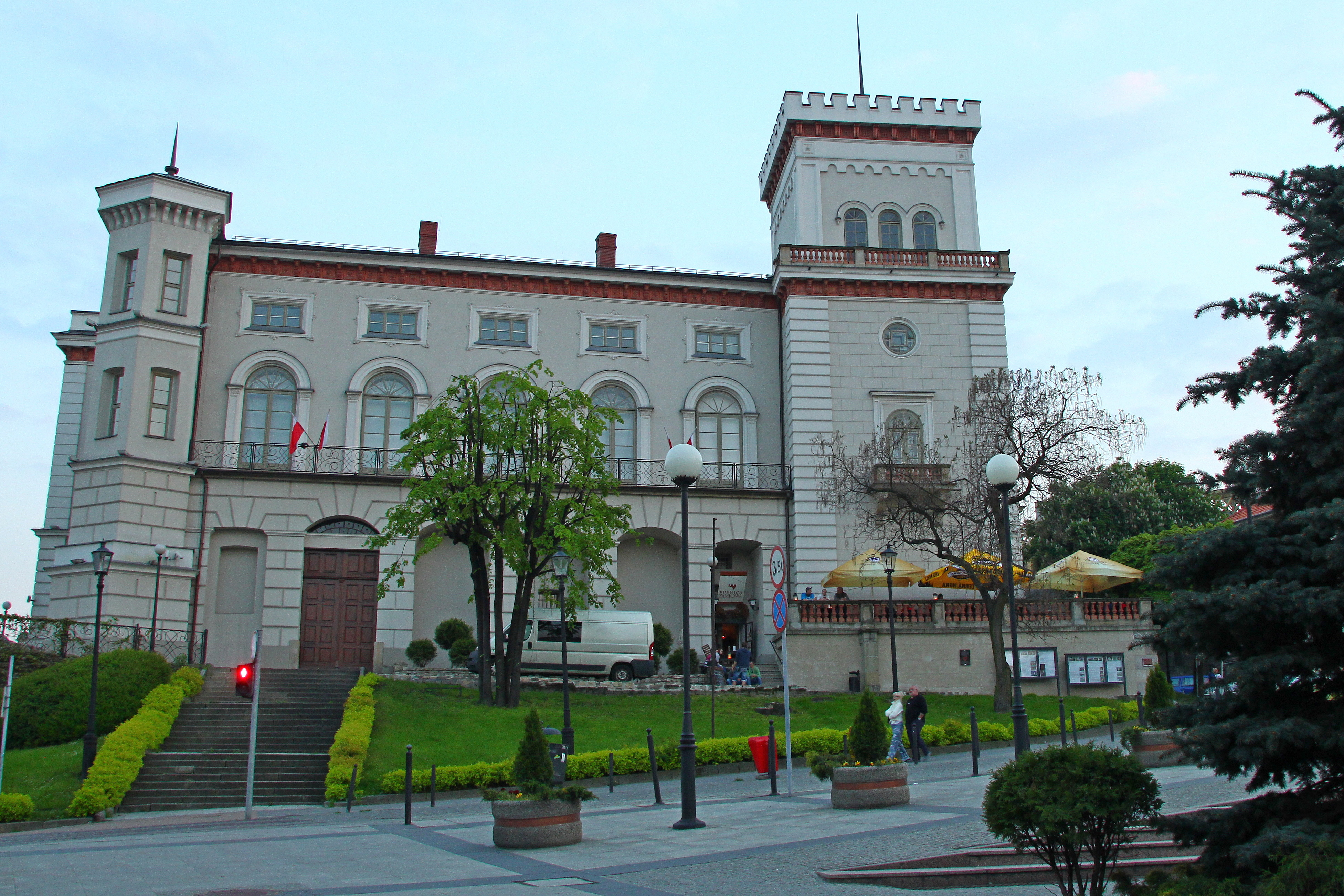
Sulkowski-Schloss in Bielitz

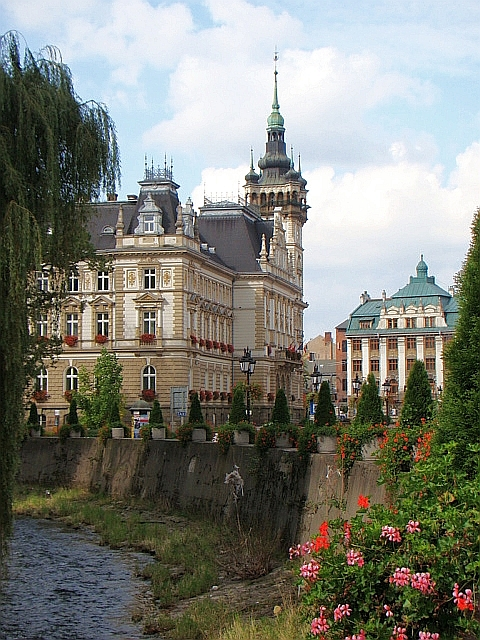
Das Rathaus in Biala

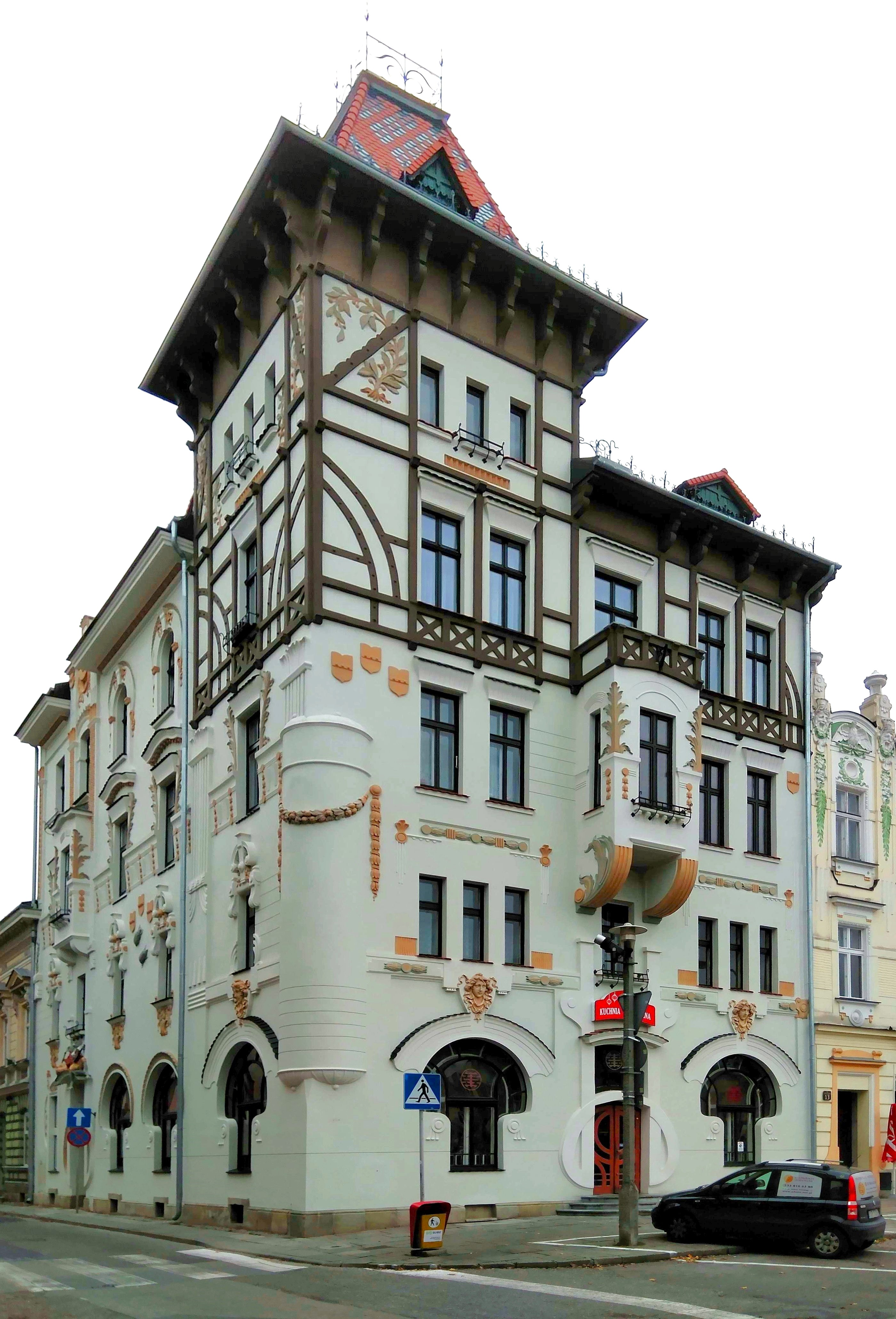
Froschhaus im Jugendstil in Biala

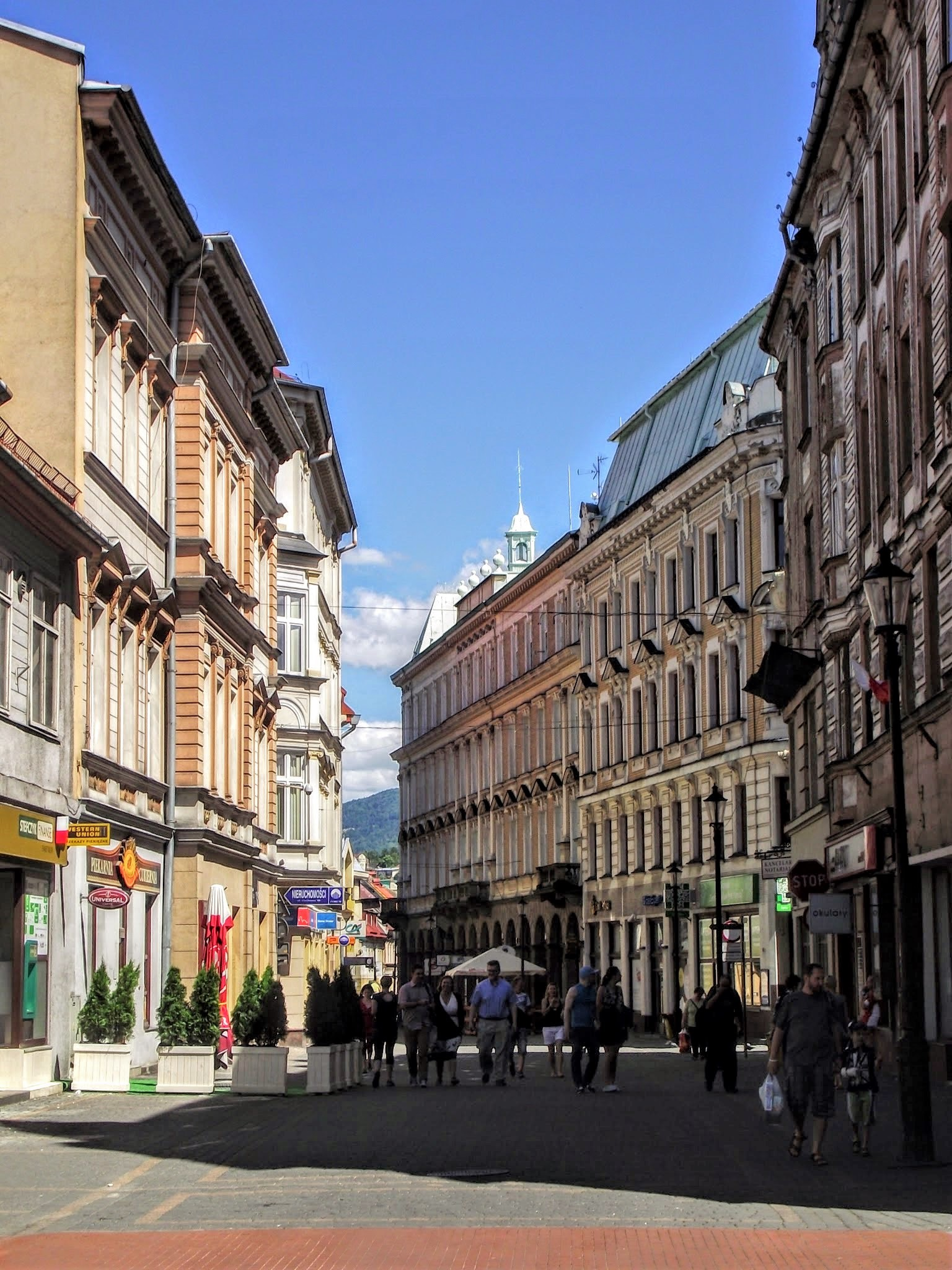
Fußgängerzone in der Ulica 11 Listopada, ehemalige Kaiser-Chaussee

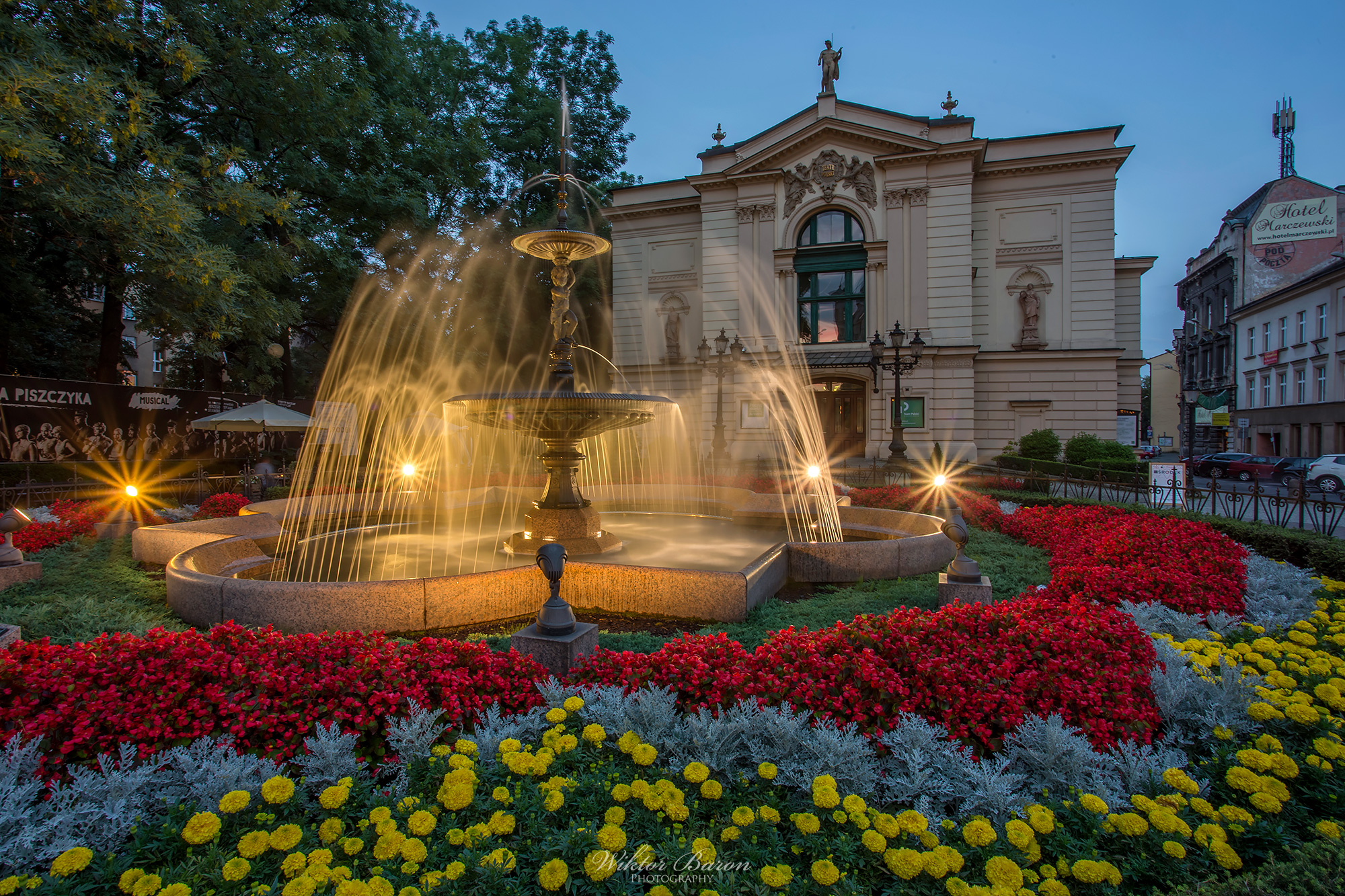
Das 1890 eröffnete „Deutsche Theater“ in Bielitz heute Teatr Polski w Bielsku-Białej

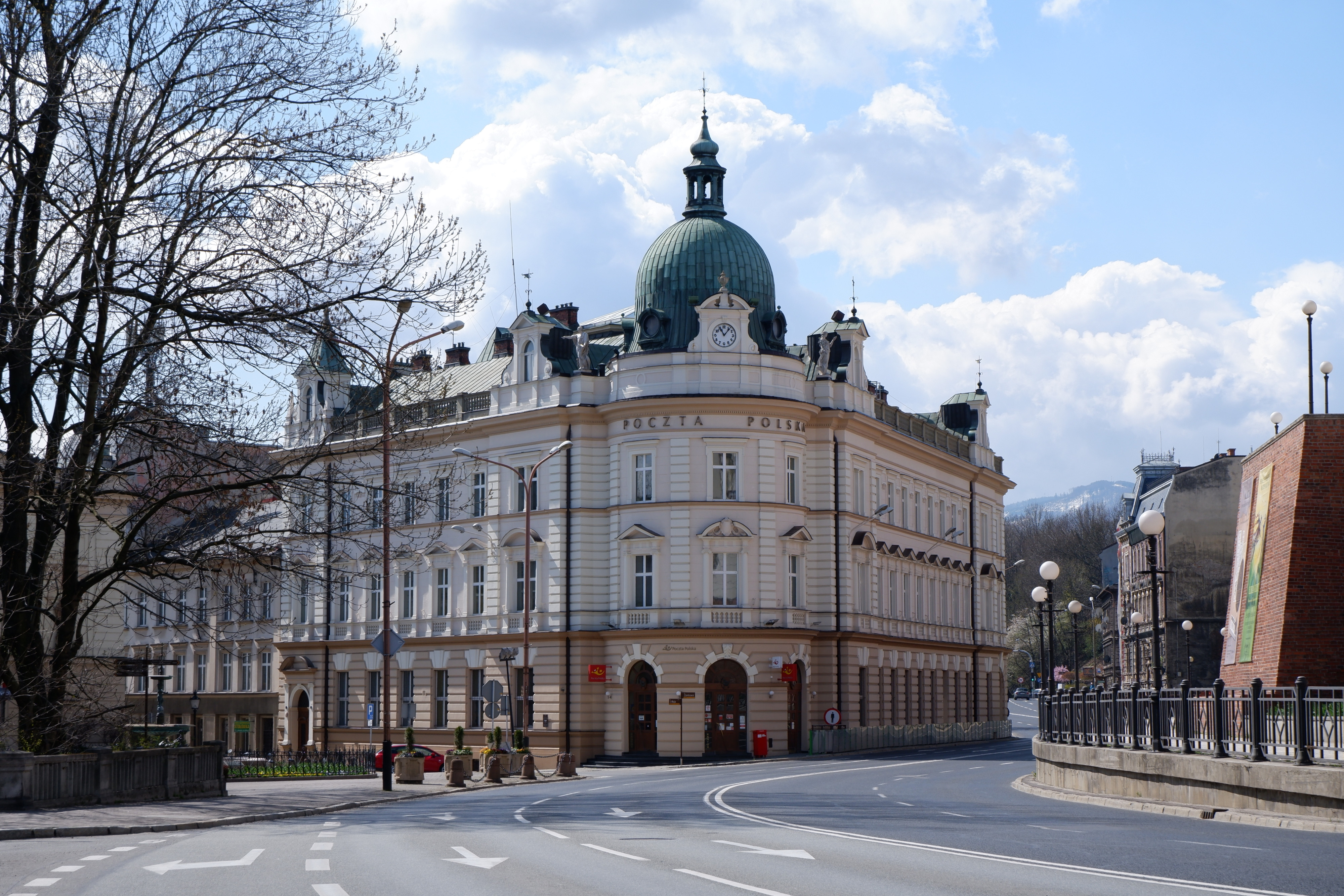
Postamt

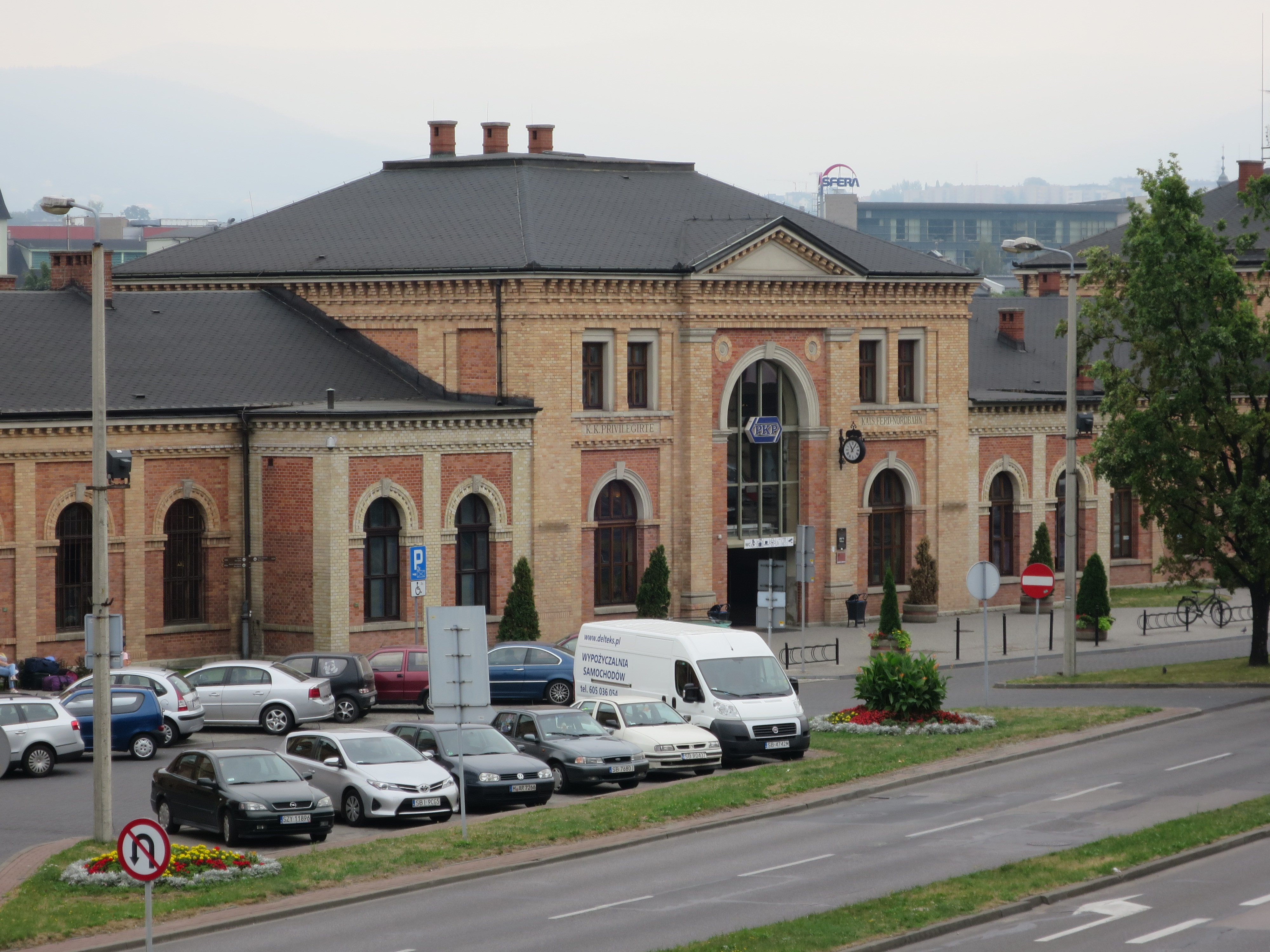
Hauptbahnhof

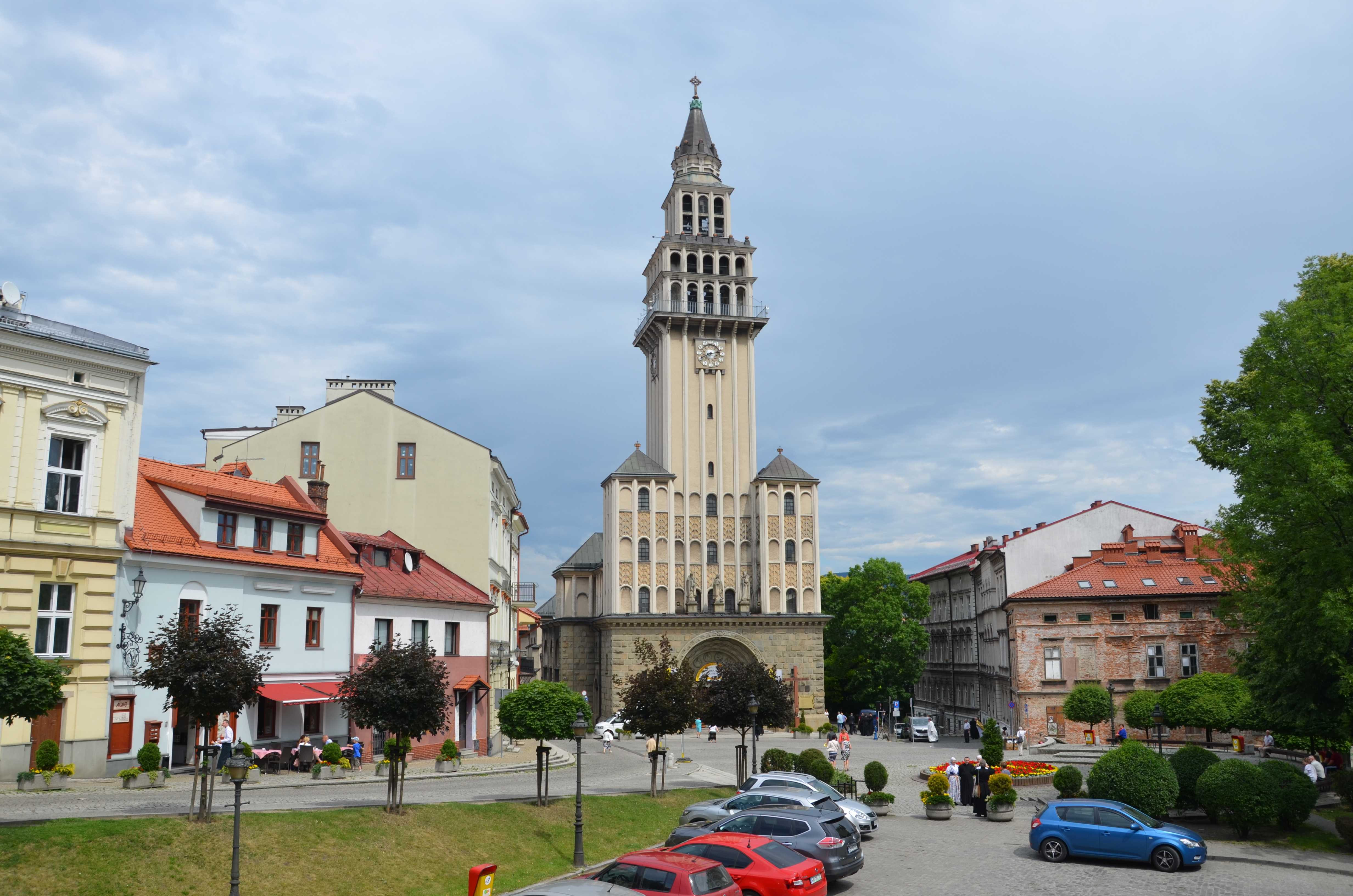
Kathedrale St. Nikolaus

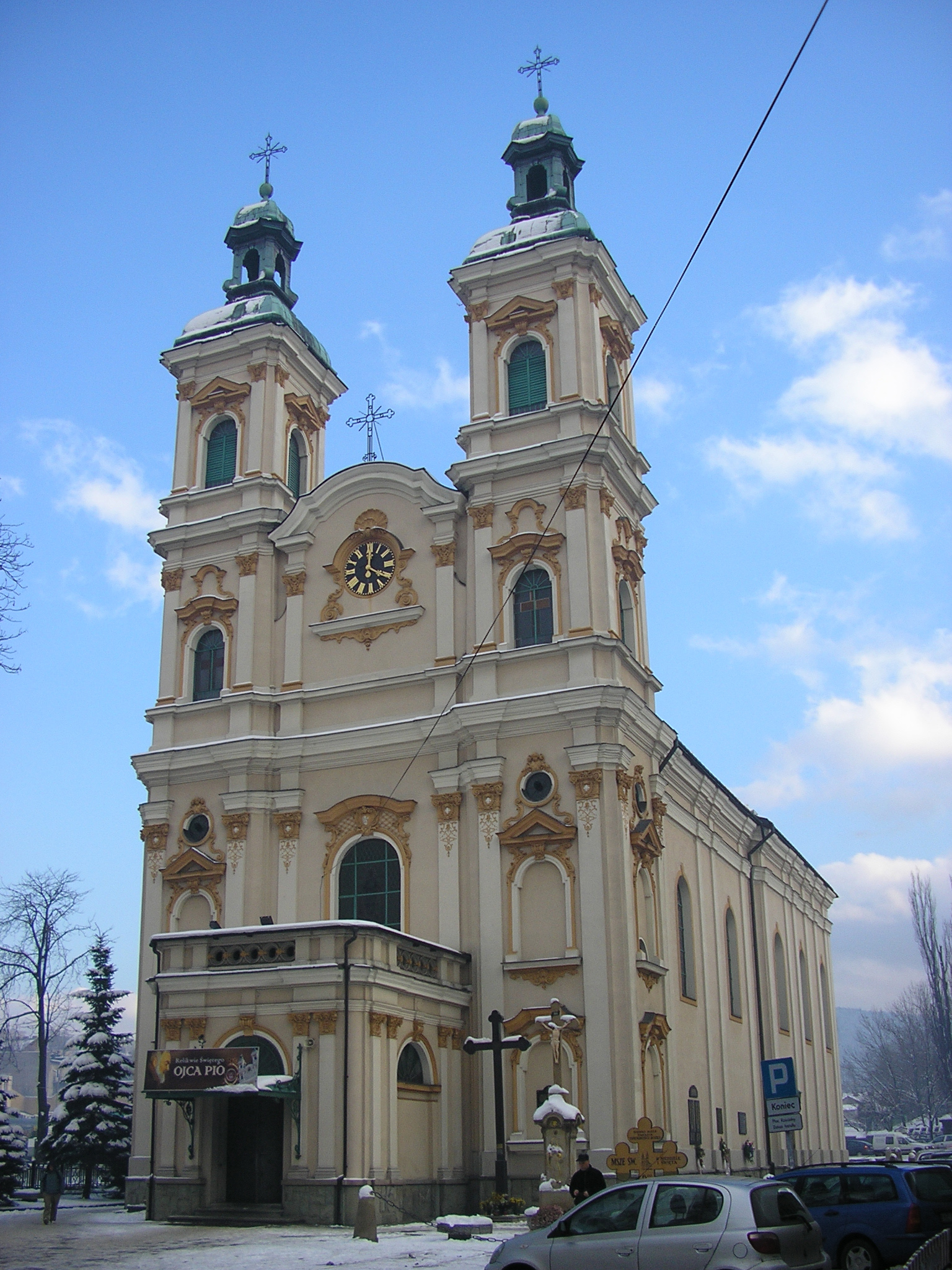
Kirche der göttlichen Vorsehung

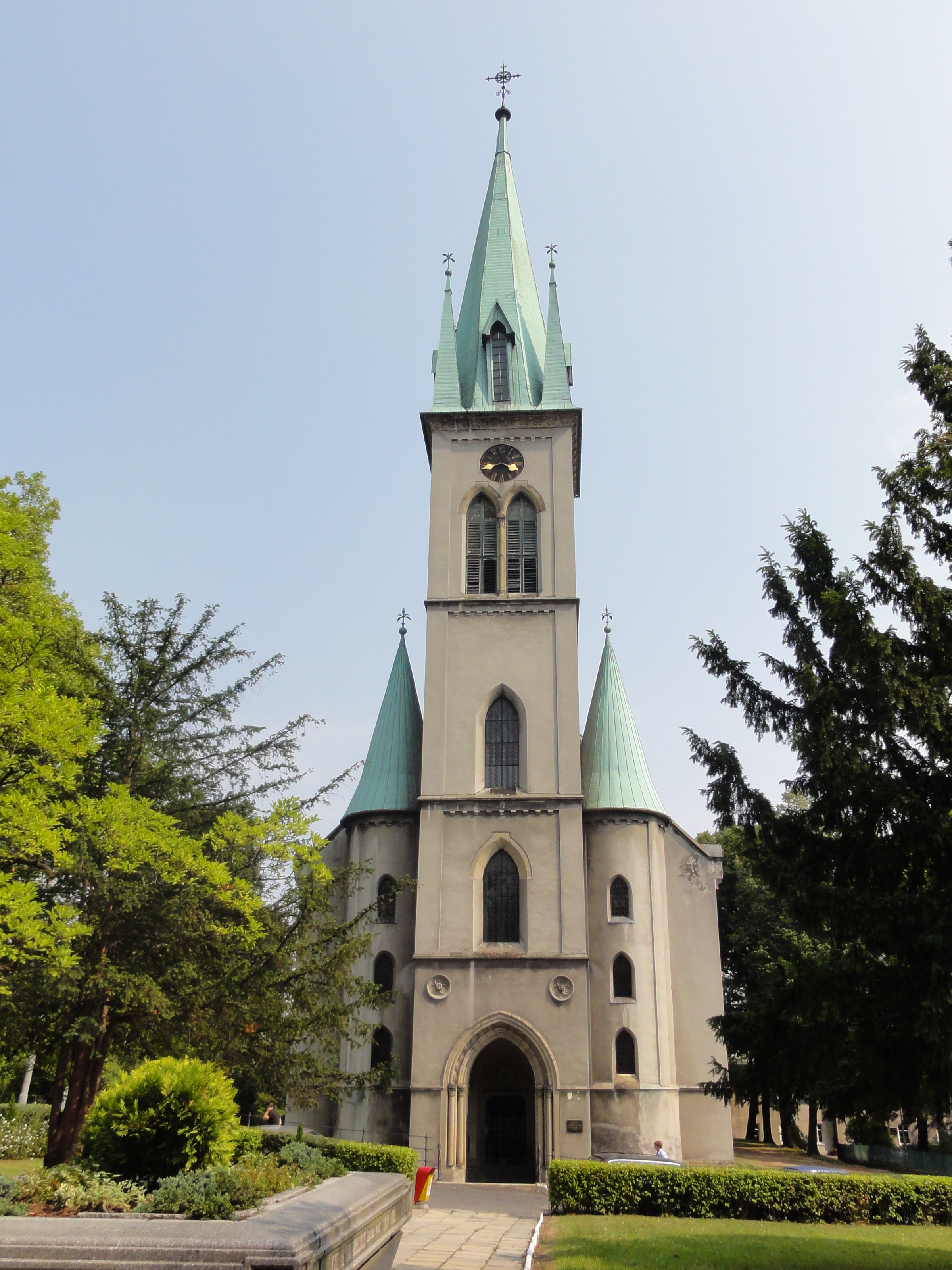
Lutherische Erlöserkirche in Bielitz

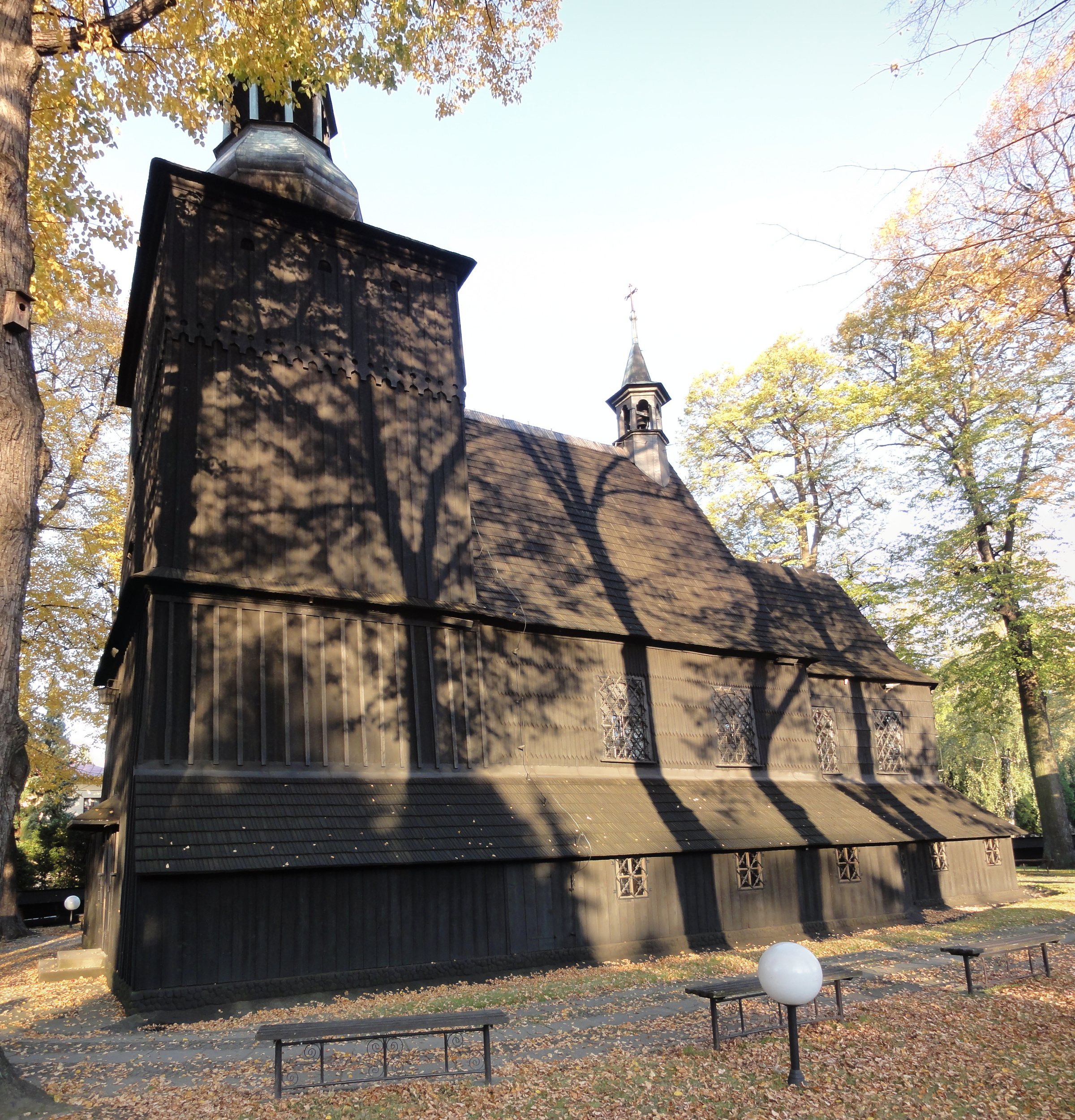
Holzkirche von Mikuszowice

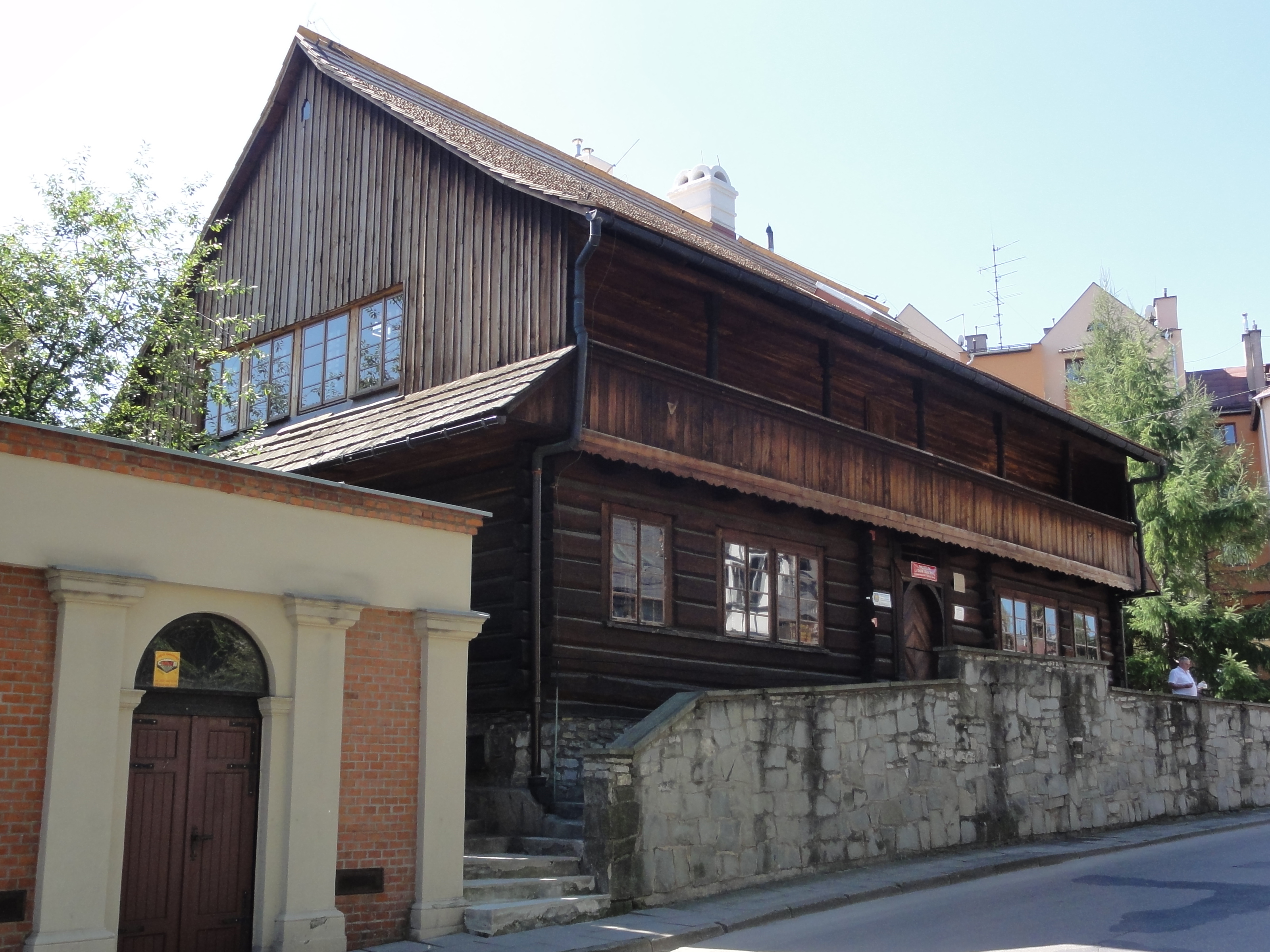
Weberhaus

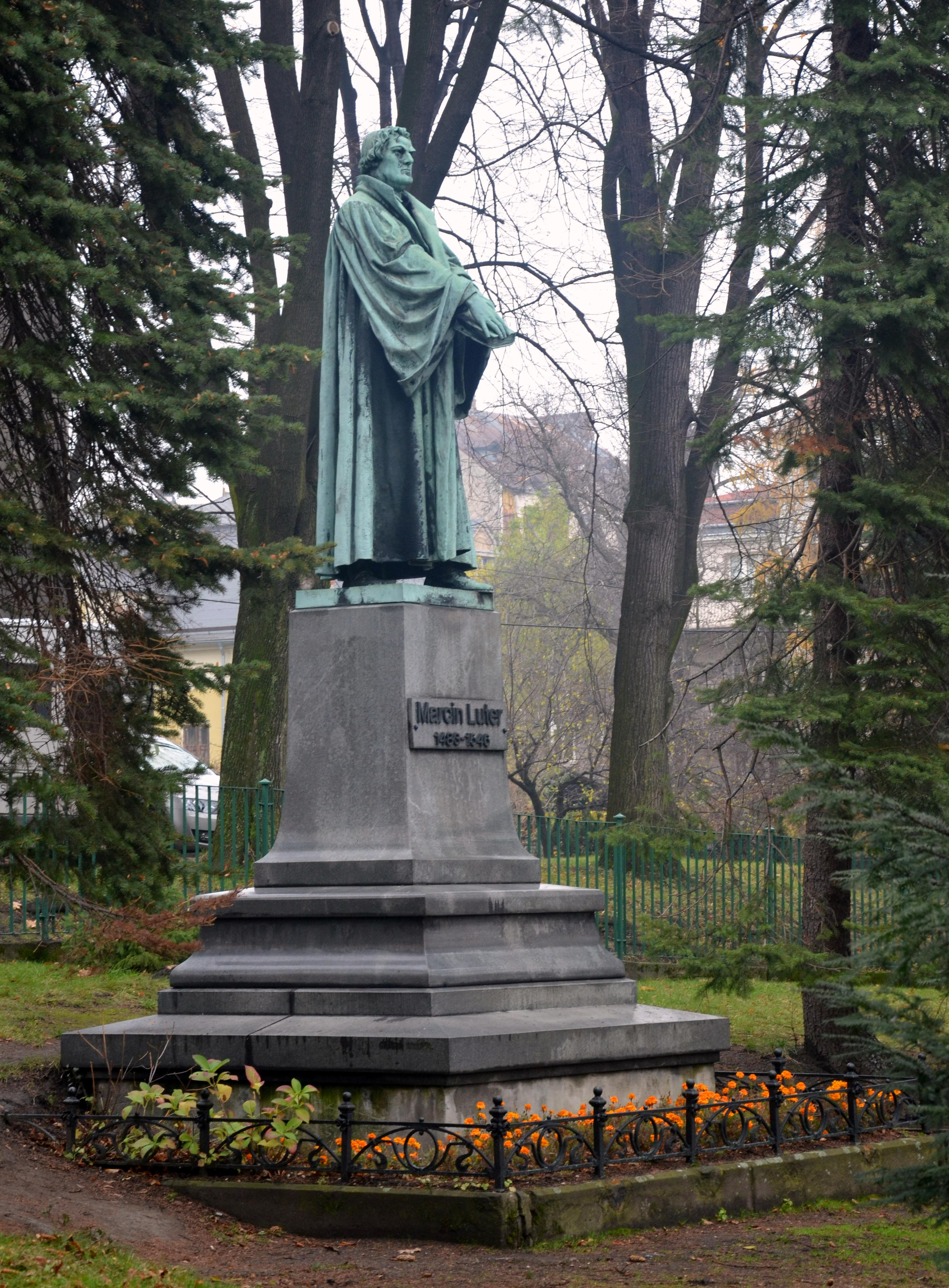
Lutherdenkmal vor der Erlöserkirche in Bielitz, das einzige Lutherdenkmal Polens

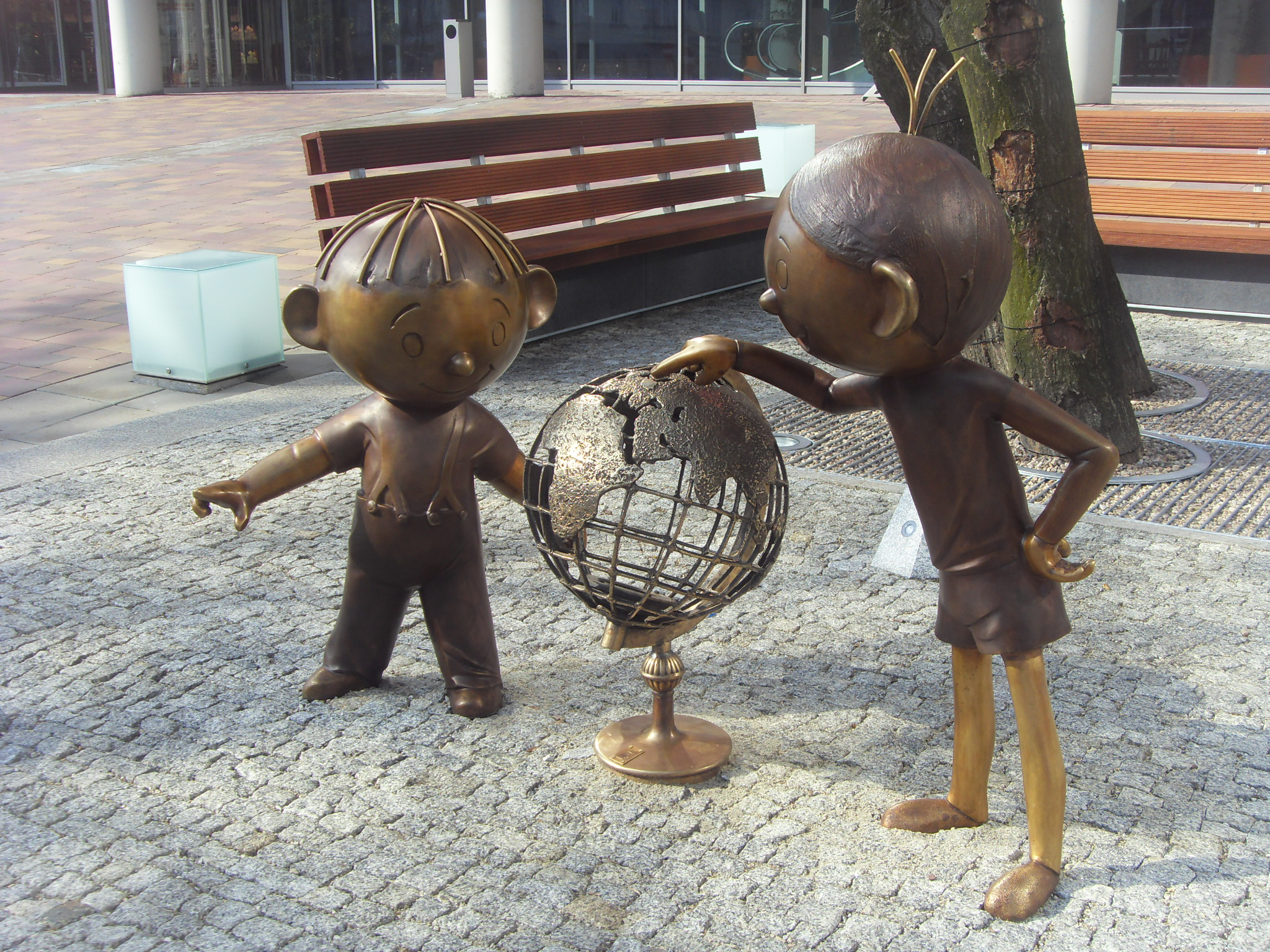
Bolek-und-Lolek-Denkmal

Bielsko-Biała [bʲɛlskɔˈbʲawa] (deutsch Bielitz-Biala, tschechisch Bílsko-Bělá, schlonsakisch Biylsko-Biołŏ) ist eine kreisfreie Stadt in der Woiwodschaft Schlesien in Polen. Sie entstand 1951 durch den Zusammenschluss der (österreichisch-)schlesischen Stadt Bielsko (Bielitz) und der kleinpolnischen bzw. galizischen Stadt Biała (Biala), die in polnischer Zeit zum Kreis Schlesien (1564–1792) gehört hatte. Die Stadt wurde zum wirtschaftlich-kommerziellen, kulturellen Zentrum eines Gebiets, das oft informell als Beskidenland benannt wurde.

## Geographie
Die Stadt Bielsko-Biała liegt im Schlesischen Vorgebirge südlich des Oberschlesischen Industriegebiets, beidseitig der Bialka, eines rechten Nebenflusses der Weichsel. Die Hauptstadt der Woiwodschaft Schlesien, Kattowitz, liegt ca. 60 km nördlich der Stadt. Die tschechische Grenze befindet sich ca. 40 km westlich der Stadt in Teschen.
Südlich von Bielsko-Biała erstrecken sich die Schlesischen Beskiden sowie östlich der Stadt die Kleinen Beskiden.

## Geschichte

### Bielsko
Aus dem 12. Jahrhundert stammt die slawische Wallburg in Stare Bielsko (Alt-Bielitz) und im frühen 13. Jahrhundert gab es möglicherweise eine Siedlung an der Stelle des heutigen Marktplatzes in Bielitz, nahe der Furt am Fluss Biała (Bialka), auf dem Weg zwischen Skoczów (Skotschau) und Kęty (Kenty), die damals wahrscheinlich schon der Grenze zwischen den Bistümern Breslau (Teschener Kastellanei im Westen) sowie Krakau (Auschwitzer Kastellanei mit Pless im Osten und Norden) war. Im Jahr 1290 entstand das Herzogtum Teschen-Auschwitz, dessen zum großen Teil Gebirgsgegend bis 1281 eher die Peripherie des Herzogtums Oppeln-Ratibor war. Der erste Piastenherzog Mieszko I. initiierte eine starke deutschrechtliche Kolonisation, einschließlich des Biala-Tals direkt auf dem Weg zwischen den zwei wichtigsten herzöglichen Residenzen. Damals entstanden zwischen den Flüssen Ostravice im Westen und Skawinka im Osten einige deutsche Sprachinseln, aber um Bielitz war die Teilnahme der deutschen Siedler wahrscheinlich am stärksten und die Bielitz-Bialaer Sprachinsel blieb als einzige bis nach dem 17. Jahrhundert bestehen.
Die ersten urkundlichen Erwähnungen des Orts Belsko stammen aus der Zeit um 1300. Etwa nach der Aufstellung des Dokuments Liber fundationis episcopatus Vratislaviensis (wo Bielsko nicht erwähnt worden war) und vor 1312 erhielt Bilitz das Stadtrecht. Zu dieser Zeit bestand es aus lediglich 56 Häusern.
Als 1315 das Herzogtum Auschwitz von Teschen abgespalten wurde, verlief die Grenze durch das Bielitzer Land und die Bialka wurde zum Grenzfluss. Seit 1327 standen beide unter der Lehnsherrschaft des Königreichs Böhmen, was 1335 mit dem Vertrag von Trentschin politisch bestätigt wurde. Mit dem Übergang des Herzogtums Auschwitz an den polnischen König war Bielitz ab 1475 de facto Grenzstadt zu Polen.
Nachdem 1526 die Habsburger die böhmische Königswürde erlangten, gehörte Bielitz zum Habsburger Reich. 1553 wurde das Bielitzer Gebiet eine eigene Herrschaft, die dann 1572 dem Herzogtum Teschen abgekauft wurde und als Minderstandesherrschaft dem Oberamt Breslau unterstand. In ihr lebten etwa 2500 Einwohner, davon waren drei Viertel Deutsche. Im Gegensatz zum Rest Teschener Schlesiens wurde in Bielitz im Jahr 1565 die Amtssprache Deutsch, während im Rest des Gebiets Tschechisch lang die Hauptamtssprache blieb.
Im 16. Jahrhundert wurde die Stadt zu einem Zentrum des Handwerks. Vor allem die Tuchmacherei wurde dort ansässig. Der Tuchmacherzunft, die seit 1548 bestand, gehörten 1571 17 Meister an. Bielitz war auf 179 Häuser angewachsen und gelangte zu einem gewissen Reichtum, der es ermöglichte, im Jahre 1570 dem Herzog von Teschen das Dorf Nikelsdorf und einen großen Stadtwald abzukaufen.
Die Reformation setzte sich in Bielitz recht schnell durch; auch die 1628 und 1654 durchgeführten Rekatholisierungen zeigten wenig Erfolg. Zwar wurden sämtliche Kirchen wieder katholisch, doch die Bielitzer besuchten sie nicht. Mit Unterstützung der evangelischen Herrschaft wurden in den Wäldern heimlich Gottesdienste abgehalten; in der Stadt bestanden an geheimen Orten evangelische Winkelschulen.
Im Dreißigjährigen Krieg wurde der Ort von den Schweden geplündert und das Schloss niedergebrannt. Im 18. Jahrhundert entwickelte sich die Tuchweberei zu einem wichtigen Wirtschaftsfaktor der Stadt. Im Polnischen Thronfolgekrieg eroberten die Russen 1734 Bielitz, im Ersten Schlesischen Krieg, 1741 die Preußen. Diese verloren die Stadt nur ein Jahr später wieder an Österreich. Bielitz war die einzige evangelische Stadt in ganz Österreich.
1751 wurde die Minderstandesherrschaft Bielitz zur Freien Standesherrschaft, 1752 zum Fürstentum und 1754 durch Maria Theresia in ihrer Eigenschaft als Königin von Böhmen zum Herzogtum Bielitz erhoben.
Durch das 1781 von Kaiser Joseph II. erlassene Toleranzpatent entstanden 1782 in Bielitz wie auch in Biala evangelische Kirchgemeinden.
Um 1800 hatte Bielitz 4200 Einwohner und verschmolz mit Biala zu einem Ballungszentrum, das 1815 mit 8000 Einwohnern nach Troppau das zweitgrößte in Österreichisch-Oberschlesien war. Die Industrialisierung in beiden Städten schritt schnell voran. 1806 wurde die erste Wollspinnmaschine in Betrieb genommen und 1811 entstand die erste Textilfabrik, die nicht mehr dem Zunftzwang der Tuchmacher unterlag.
1808 und 1836 wüteten Brände in Bielitz und zerstörten den Ort zu großen Teilen.
1848 wurde der evangelische Pastor Karl Samuel Schneider in den Wiener Reichstag gewählt, der sich dort als der einzige protestantische Abgeordnete für die Rechte der Protestanten in der neuen Verfassung einsetzte.
Die evangelische Gemeinde Bielitz gründete bis 1881 zusammen mit der Stadt u. a. eine Realschule, ein Gymnasium und eine Ingenieurschule. Besondere Verdienste erwarb sich dabei der evangelische Superintendent Theodor Karl Haase, der auch Abgeordneter des Reichsrates war.
In dem 1867 gegründeten evangelischen Lehrerseminar lehrte Professor Karl Volkmar Stoy aus Heidelberg erstmals in Österreich die Herbartsche Pädagogik und bildete Lehrer aus dem ganzen Lande, von Kärnten bis zur Bukowina, aus. 1890 erhielt die Stadt ein deutsches Theater.
Bielitz war die Stadt der Wollindustrie in Schlesien geworden, aber auch der Textilmaschinenbau spielte eine gewichtige Rolle.
Nach 1900 waren in den Industriebetrieben von Bielitz 20.000 Arbeiter beschäftigt, die aber größtenteils in den Dörfern der deutschen Sprachinsel wohnten. Ungelernte Arbeiter kamen vielfach als Pendler aus den armen polnischen Beskidendörfern. Das hatte zur Folge, dass die Einwohnerzahl von Bielitz nur wenig stieg, während andere Nachbarstädte Oberschlesiens in dieser Zeit einen enormen Zuzug verzeichneten.
1910 lebten 17.970 Menschen in Bielitz, davon 15.144 Deutschsprachige (84,2 %). Ähnlich verhielt es sich in den umliegenden Dörfern: dort lebten 13.839 Einwohner, von denen 11.573 (83,6 %) deutschsprachig waren. Allgemein stieg die Prozentzahl der Deutschsprachigen im Bezirk Bielitz von 16,1 % im Jahr 1880 auf 21,5 % im Jahr 1910. Im Jahr 1910 war die Verteilung der Konfessionen in Bielitz wie folgt (hierbei wurden 598 nicht dauerhaft hier Wohnhafte mitgezählt): 10.278 Römische Katholiken (55,3 %), 4942 Lutheraner (26,6 %), 13 Reformierte (0,1 %), 3024 Juden (16,3 %) und 211 Andere (1,1 %). 7598 Personen waren in Bielitz selbst heimatberechtigt, 3497 Personen stammten aus anderen Orten Österreichisch-Schlesiens und 6875 aus anderen Gebieten der Monarchie.
Bielitz wurde 1920 Bestandteil des wiedererrichteten Polen und nach der Volksabstimmung in Oberschlesien zusammen mit den Gebieten Ostoberschlesiens 1922 in der Autonomen Woiwodschaft Schlesien vereinigt. Die Stadt blieb auch innerhalb Polens mehrheitlich von Deutschen (Juden machten um 20 % der Bewohner aus und waren überwiegend deutschsprachig) bewohnt. Auch bedingt durch die 600-jährige Geschichte als deutsche Sprachinsel war die Abwanderung der deutschen Bevölkerung hier nur sehr gering. Das deutsche Lehrerseminar wurde nun auch zur Unterrichtsstätte deutschsprachiger Lehrer aus den ehemals preußischen oder russischen Teilen Polens.
Am 18. September 1937, am Vorabend des jüdischen Sukkoth-Festes, kam es zu einem Pogrom, der als „Pogrom nach Programm“ schon die „Reichskristallnacht“ ein Jahr später vorwegnahm. In der Zeitung „Jüdische Presse“ wurden die Ereignisse geschildert: „Am 18. September dringt eine Gruppe von Antisemiten in ein jüdisches Restaurant in Bielitz ein, lässt sich Spirituosen ausfolgen und weigert sich, zu zahlen. Der Besitzer holt die Polizei, die Stören-friede werden abgeführt, am Kommissariat aber sofort wieder freigelassen. Sie kehren ins Restaurant zurück und demolieren die gesamte Einrichtung. Plötzlich fällt ein Schuss – einer der Eindringlinge ist auf der Stelle tot. Ohne Beweise wird ein jüdischer Angestellter der Tat beschuldigt. Als sich das Gerücht verbreitet, dass ein Jude einen Christen getötet habe, werden an mehreren Punkten der Stadt Fensterscheiben jüdischer Wohnungen eingeschlagen, Läden demoliert, Waren geraubt. Auch die Synagoge der Schwesternstadt Biala wird angegriffen. Am nächsten Tag nehmen über 10.000 Menschen am Begräbnis des getöteten Arbeiters teil, im Anschluss stürmen die aufgeheizten Massen in die von Juden bewohnten Straßen, schlagen Passanten nieder, demolieren Wohnungen und Läden. Juden werden durch Steinwürfe und Schläge verletzt. Die Polizei ist machtlos. Erst in den Abendstunden trifft aus Krakau und Kattowitz Verstärkung ein, die wieder Ruhe herstellt.“
Am 24. September 1937 wurde Bielitz erneut Schauplatz eines Pogroms, dem vierten in einer Woche, der alle drei bisherigen an Grausamkeit und Zerstörungswut übertraf. Nach einer Protestversammlung zogen die Teilnehmer durch die Straßen und zertrümmerten in sämtlichen jüdischen Geschäften die Auslagen. Dienstboten und Hausmeister zeigten dem Mob bereitwillig die jüdischen Wohnungen, das Plündern dauerte bis 1 Uhr früh. Bald griffen die gewalttätigen Ausschreitungen auch auf Warschau und andere polnische Städte über.
Beim Überfall auf Polen wurde die Stadt am 3. September 1939 durch deutsche Truppen besetzt, wobei es zu keinen Gefechten kam. Aus dem polnischen Landkreis Bielsko und Teilen des Kreises Biala wurde völkerrechtswidrig der Landkreis Bielitz mit Bielitz als Sitzgemeinde gebildet, mit der am 1. Juli 1941 die Stadt Biala vereinigt wurde.
Am 13. und 14. September 1939 wurden durch die Einsatzgruppe I der SS unter der Führung von Bruno Streckenbach die Synagoge Bielitz und die Synagoge (Biala) gesprengt. Bis Ende November 1939 wurden die jüdischen Einwohner in Biala ghettoisiert und später zum Konzentrationslager Auschwitz deportiert. Die meisten jüdischen Einwohner wurden bis 1944 umgebracht.
Am 11. Februar 1945 erreichte die Rote Armee Bielsko. Seit dem Zweiten Weltkrieg, der u. a. die Flucht und Vertreibung Deutscher aus Mittel- und Osteuropa 1945–1950 zur Folge hatte (etwa 50 % der deutschen Bewohner flüchtete, danach wurden etwa 2400 Deutsche zwangsausgesiedelt), gibt es keine deutschsprachige Bevölkerung in Bielitz mehr. Nur etwa 1600 Juden kehrten in die Stadt zurück. Aus der Sowjetunion deportierte Juden vergrößerten bis März 1951 ihre Anzahl auf 3366. Danach sank durch Auswanderung nach Israel ihre Zahl auf 469 im Jahr 1956, bis schließlich 1989 nur noch 50 verblieben. Bis Juli 1947 wurde Bielitz mit 3684 polnischen Familien (21.290 Personen) als neuen Siedlern besiedelt – die zweitgrößte Zahl nach Kattowitz in den Grenzen der ehemaligen Woiwodschaft Schlesien. In die benachbarten Dörfer kamen im Zuge der Zwangsumsiedlung von Polen aus den ehemaligen polnischen Ostgebieten 1944–1946 etwa 595 Familien (2225 Personen). Die unkontrollierte und ungezählte Umsiedlung machte in Bielitz weniger Probleme als in Biala, wo die „Repatriierung“ nicht vom Staat organisiert wurde.

### Biała
Siehe auch: Geschichte der Stadt Biała (Krakowska)

### Bielsko-Biała
Bereits am 1. Juli 1941 wurden beide Orte zu einer Stadt zusammengelegt, was jedoch nach Kriegsende rückgängig gemacht wurde. In der Nachkriegszeit erfolgte ein Ausbau der Industrie und die Stadt vergrößerte sich weiter.
Am 1. Januar 1951 wurden beide Städte erneut zu einer Stadt Bielsko-Biała vereinigt, die der Woiwodschaft Katowice angehörte. 1961 lebten in der Doppelstadt 77.571 Einwohner. Zum 1. Januar 1969 wurden verschiedene Orte eingemeindet, sodass Bielsko-Biała 1970 105.700 Einwohner hatte und damit zu einer Großstadt geworden war. 1975 bis 1998 war die Stadt selbst Woiwodschaftshauptstadt. Die Verwaltungsreformen aus dem Jahr 1975 wurden von der Stadtbevölkerung weitgehend positiv aufgenommen. Für das Gebiet der Woiwodschaft wurde damals die Bezeichnung Podbeskidzie ([das Land] unterhalb der Beskiden) gebräuchlich, die die neue Identität des Gebiets in der Umgebung der Stadt Bielsko-Biała gegenüber Oberschlesien sowie Kleinpolen betonte. Seit 1999 ist Bielsko-Biała Sitz des Powiats Bielski, während es selbst kreisfrei ist.

### Etymologie des Namens Bielsko-Biała
Beide Namen der Orte Bielsko und Biała, aus dem Bielsko-Biała zusammengesetzt ist, leiten sich vom Namen des Flusses Biała (weiß[er Fluss]) ab, an den beide Orte grenzen. Der Name des Flusses ist abgeleitet vom weißen Grund (polnisch bielice).

### Historische Ansichten

Bielitz war ein bedeutendes Industriezentrum, Unternehmen wie die Erste österreichische Bürsten und Pinsel Fabrik Gebrüder Sennewaldt hatten ihren Sitz hier
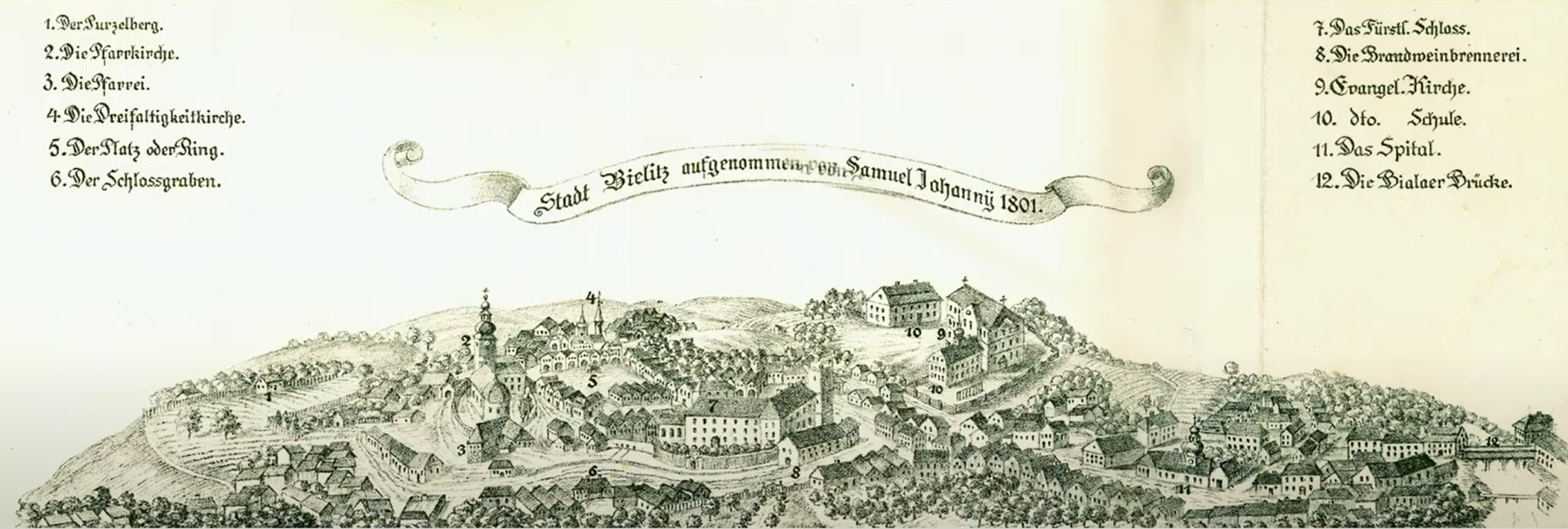
Bielsko im Jahr 1801
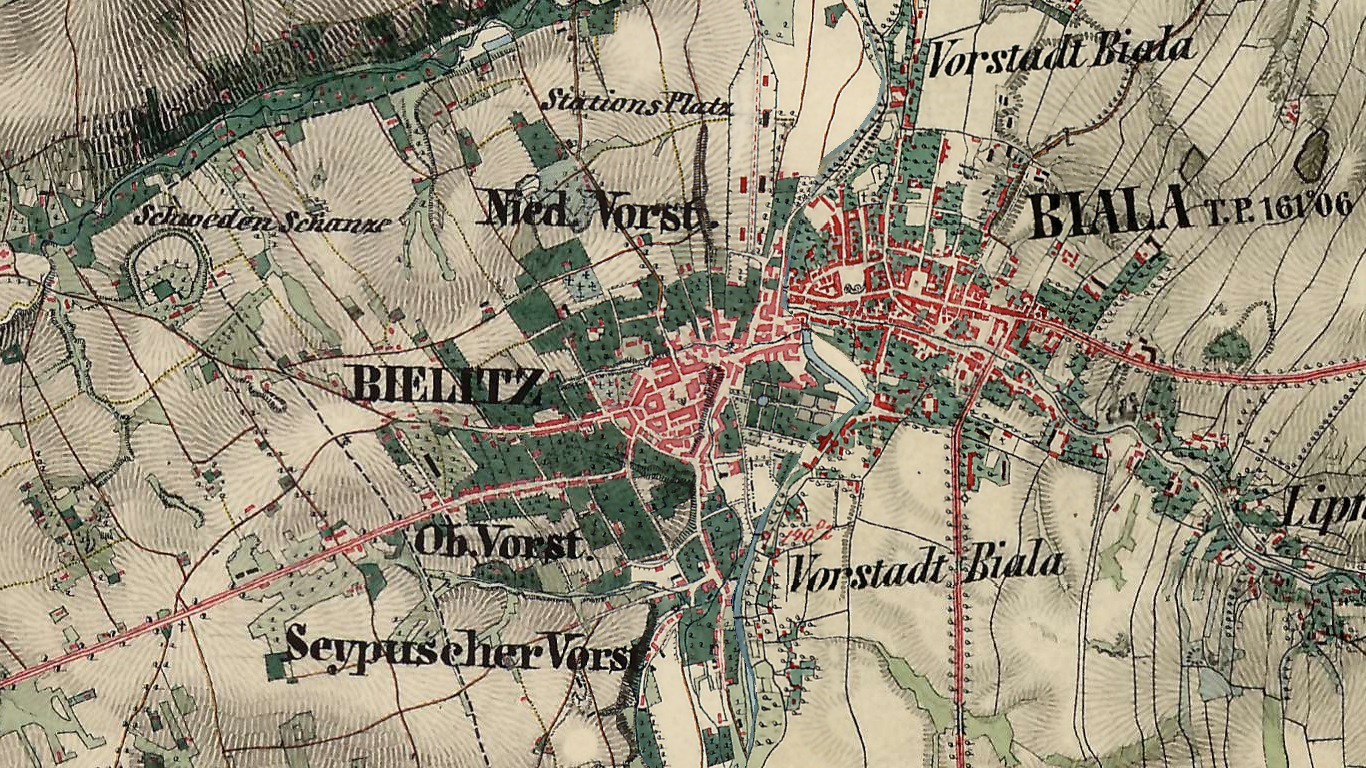
Karte der Städte Bielitz und Biala 1855
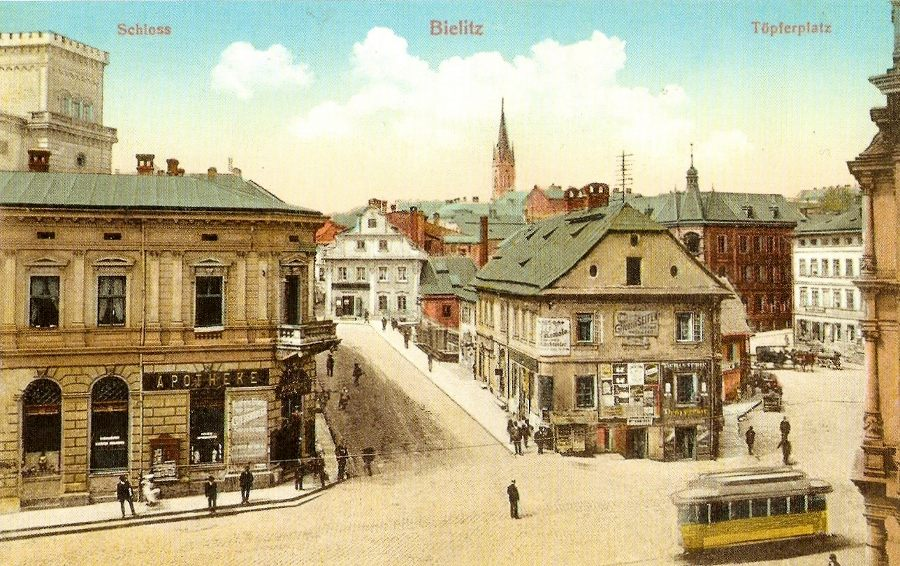
Bielsko im Jahr 1895
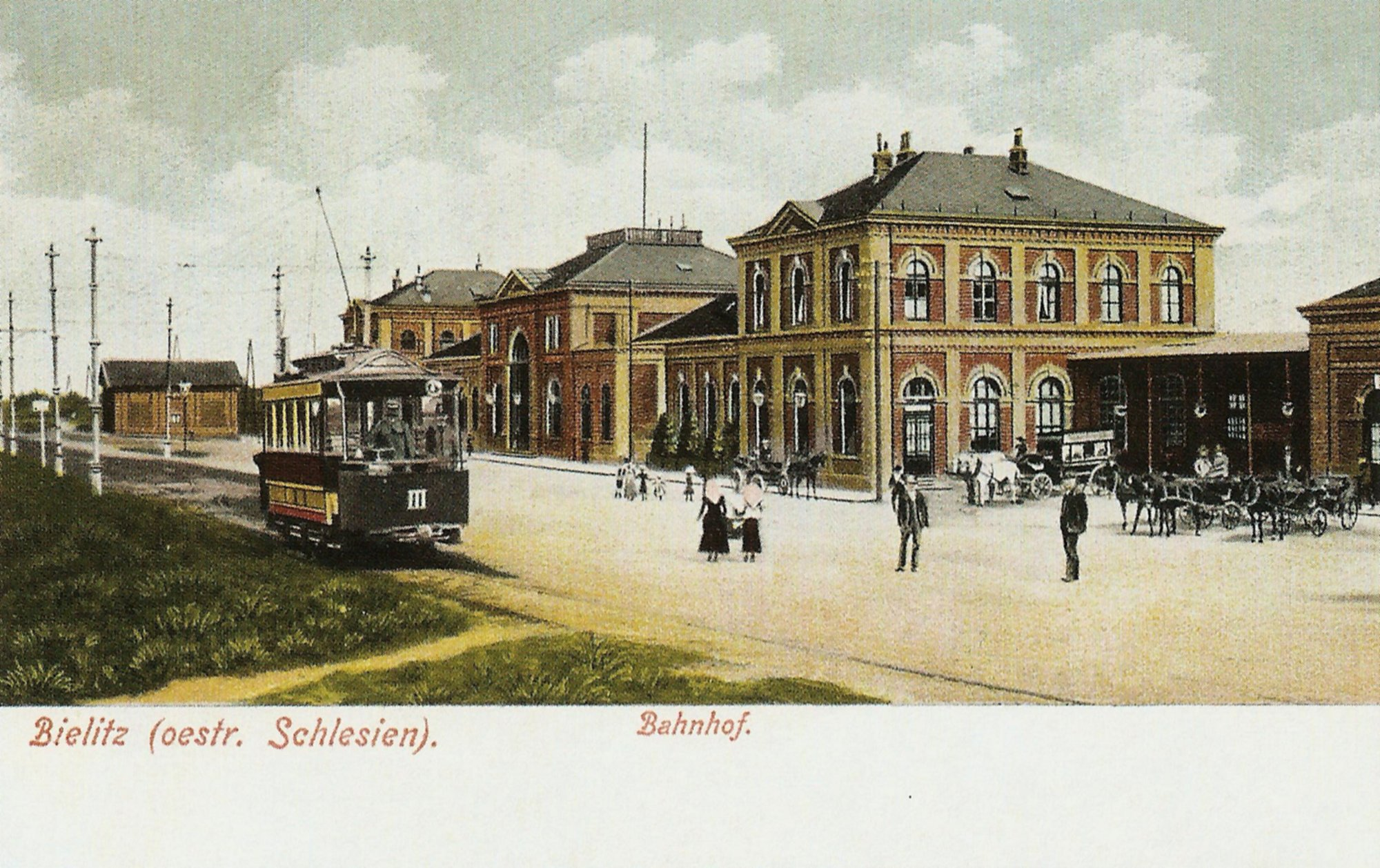
Bahnhof im Jahr 1905
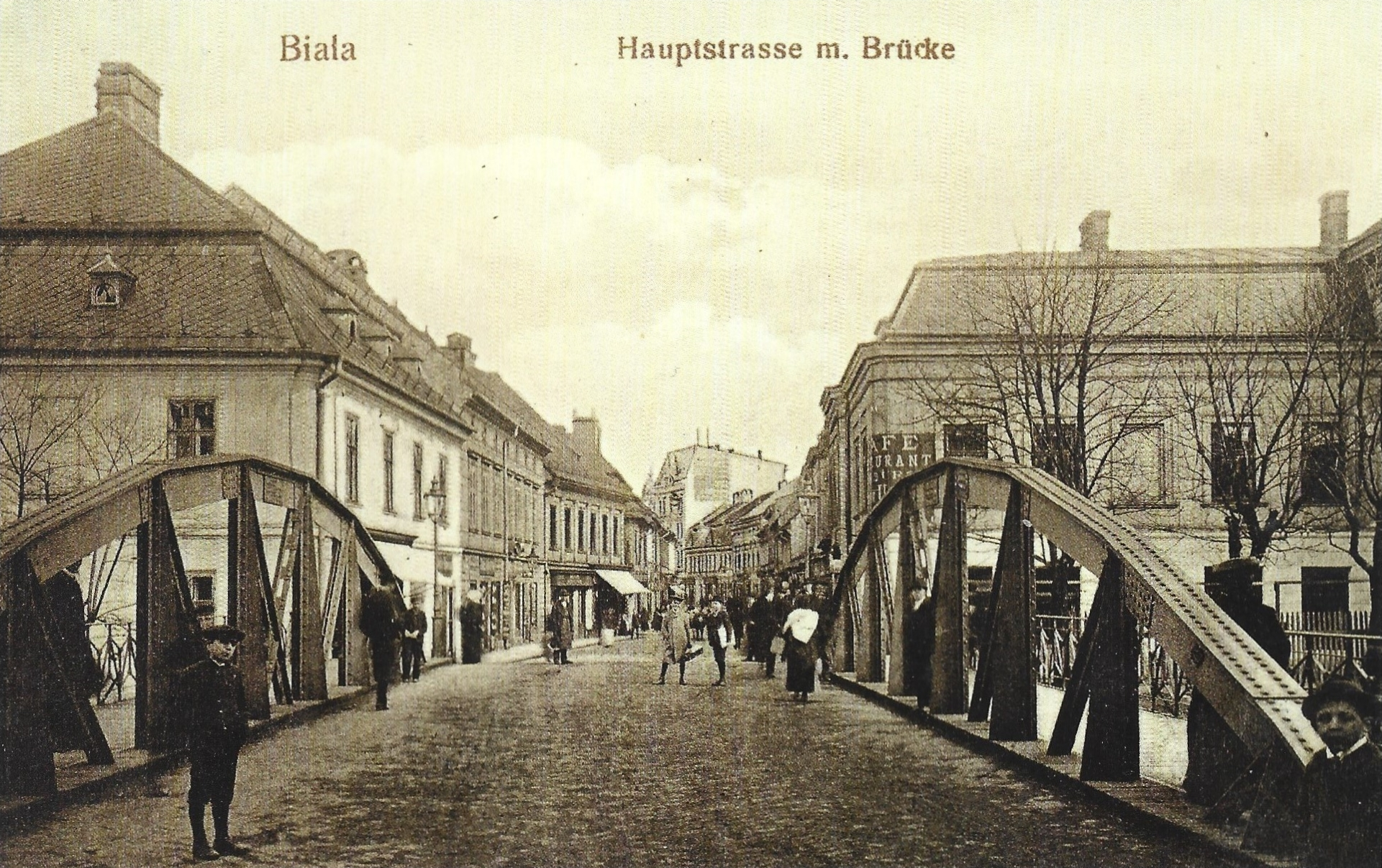
Anfang der galizischen Reichsstraße an der Biała, Richtung Lemberg
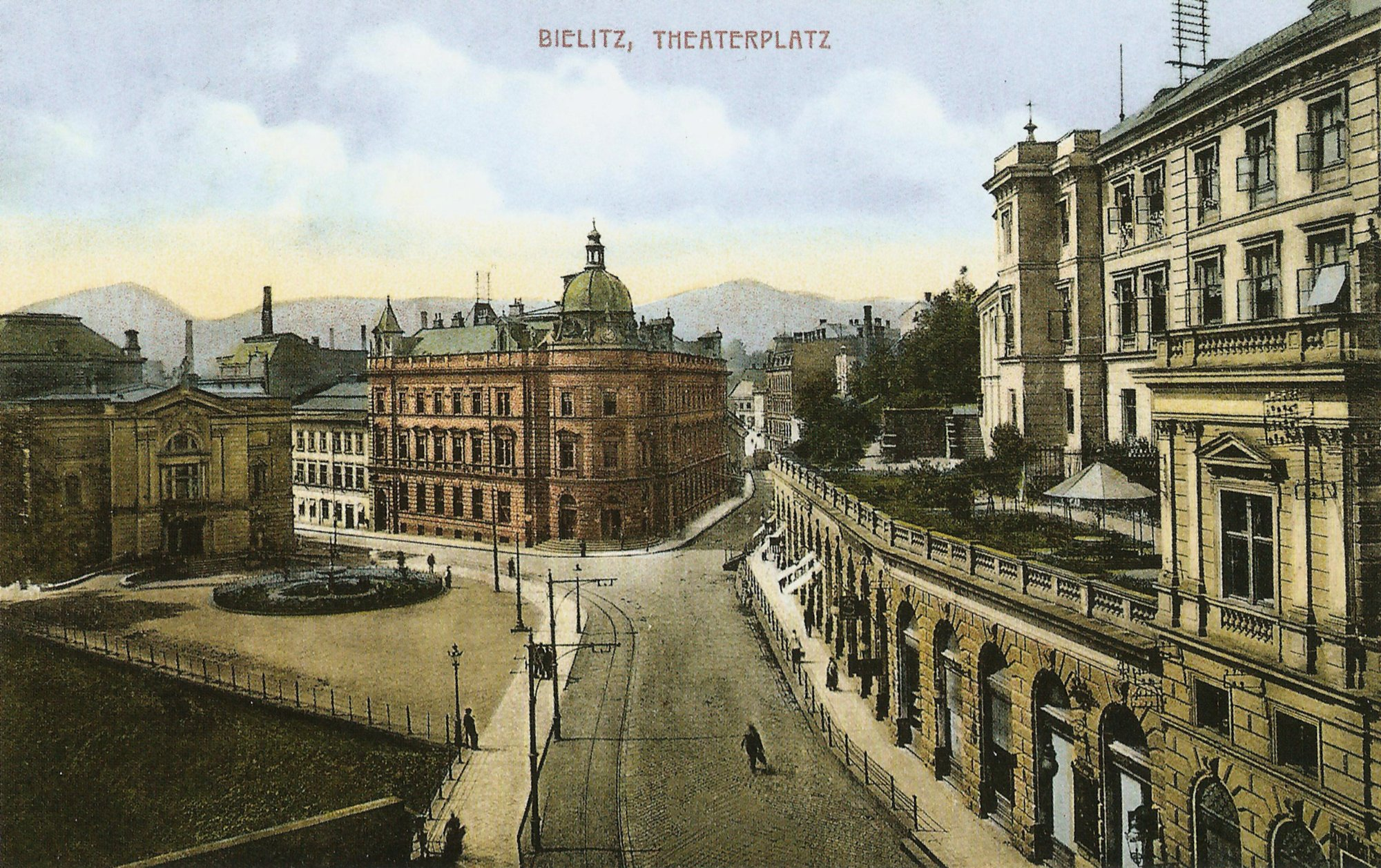
Theaterplatz um 1915
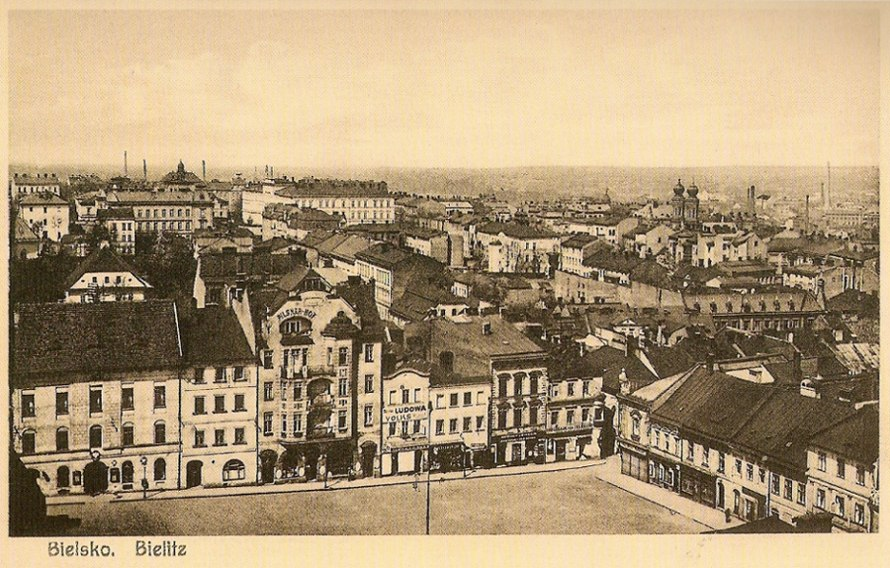
Bielsko im Jahr 1920

## Religion
Das Bistum Bielsko-Żywiec (deutsch Bielitz-Saybusch) der römisch-katholischen Kirche hat seinen Sitz in Bielsko-Biała (deutsch Bielitz). Es umfasst die Powiate Bielski, Cieszyński und Żywiecki in der südlichen Woiwodschaft Schlesien. Bischofskirchen (Kathedrale und Konkathedrale) befinden sich in Bielitz und Saybusch.
Bielsko-Biała ist Amtssitz des Bischofs der Diözese Teschen der Evangelisch-Augsburgischen (d. h. lutherischen) Kirche in Polen.

## Kultur und Sehenswürdigkeiten

### Theater
- In Bielsko-Biała in der ul. 1 Maja 1 befindet sich das Teatr Polski (dt. polnisches Theater), das einen festen Stamm von 20 Schauspielern hat. Es hat (Juni 2022) 25 Stücke in seinem aktuellen Repertoire.

- Das Puppentheater Banialuka (Teatr Lalek Banialuka) wurde 1947 von Jerzy Zitzmann und Zenobiusz Zwolski gegründet. Das Gebäude und der Spielort liegen in der ul. Mickiewicza 20, dieses Gebäude wurde 1934 als Chaim-Nachmann-Haus der jüdischen Kultur errichtet.

- Im gleichen Gebäude wie das Teatr Polski heute wurde 1890 auf Initiative kulturbeflissener Bielitzer Bürger das Deutsche Theater gegründet. Der Entwurf stammte vom Wiener Architekten Emil Ritter von Förster. Bekannte Wiener Künstler wie der Hoftheatermaler Jan Kautsky (der Vater des marxistischen Politikers Karl Kautsky) arbeiteten an der Gestaltung des Theaterinneren mit. 1905 wurde das Innere durch die Architekten-Compagnie Fellner & Helmer, die auch das Deutsche Volkstheater in Wien errichtet hatte, umgebaut. Die Fassade zeigt Statuen der von Apollo und der Musen Melpomene und Thalia, die Kurtine einen „Tanz der Nymphen“. Das Bielitzer Theater war ein Symbol der engen kulturellen Beziehungen zwischen Bielitz und Wien und galt Jahre hindurch sogar als bestes österreichisches Sprechtheater außerhalb Wiens. Vor dem Ersten Weltkrieg traten hier Stars wie Alexander Girardi, Alexander Moissi und Adele Sandrock auf, 1918 debütiert hier die jüdische Schauspielerin Ida Ehre, die Begründerin der Hamburger Kammerspiele. 1936–1938 war der Bühnenbildner und Regisseur Gustav Manker am Haus engagiert.[9] Zuvor bestand bereits war ein deutschsprachiges Theater in Bielitz, das am 16. März 1857 im damaligen „Zunfthaus“ eröffnet wurde.[10] Das Bielitzer Theater musste sich starker Konkurrenz stellen, da Wien – mit 350 km näher gelegen als Warschau – infolge der vorzüglichen Eisenbahnverbindungen für die Bielitzer leicht erreichbar war. Jeden Freitag fuhr in nur 4 ½ Stunden ein Direktzug nach Wien und brachte das kulturbeflissene Bielitzer Bürgertum ins Burgtheater und in die Staatsoper, wobei ein halber Waggon nur den Abendgarderoben der Damen vorbehalten war.[11]

### Museen
- Im historischen Sułkowski-Schloss befindet sich Technik und Textilindustrie, Stara Fabryka zeigt in einem ehemaligen Fabrikgebäude die Ausrüstungen der Textilindustrie aus dem 19. und frühen 20. Jahrhundert, außerdem Feuerwehrausrüstungen aus dem 19. Jahrhundert.

- Das Weberhaus (Dom Tkacza) ist im Wohn- und Arbeitshaus der Weberfamilien Bartke und Bathelt untergebracht, in dem diese in der zweiten Hälfte des 18. und im 19. Jahrhundert lebten und arbeiteten. Es zeigt Webereiwerkzeuge und Haushaltsgegenstände.

- Das Julian-Fałat-Museum (Fałatówka) ist in der früheren Gartenvilla des Künstlers untergebracht und dem Leben und Schaffen des gleichnamigen polnischen Malers gewidmet.

### Musik
Die Hardcore-Punk-Rock-Band eye for an eye wurde 1997 in Bielsko-Biała gegründet.

### Bauwerke
Kulturell war Bielitz von engen Beziehungen zu Wien geprägt: Heinrich Ferstl, der Architekt der Wiener Universität, baute hier die evangelische Kirche, Ludwig Schöne die Synagoge, Leopold Bauer die große Nikolaikirche und der Otto-Wagner-Schüler Max Fabiani wurde mit der Stadtentwicklung beauftragt und baute das Gebäude des Café „Europa“. All das schlug sich signifikant im Stadtbild nieder, Bielitz wurde bald „Klein-Wien“ genannt.

#### Kirchen
- „Bielitzer Zion“ (Erlöserkirche und Lutherdenkmal am Lutherplatz), ehemalige evangelische Schulen sowie evangelisches Pfarrhaus.
- Die Kathedrale St. Nikolaus (Katedra św. Mikołaja) ist seit 1992 die Kathedrale des Bistums Bielsko-Żywiec. Sie wurde 1443 bis 1447 als gotische Saalkirche gestiftet und enthält nach zahlreichen Um- und Anbauten heute Stilmerkmale von der Gotik bis zur Moderne. Dort sind unter anderem eine barocke Nepomuk-Figur aus dem 18. Jahrhundert, ein Régence-Beichtstuhl aus der Mitte des 18. Jahrhunderts und modernistische Wandmalereien von den Krakauer Malern Marian Konarsko und Michał Gadocha. Das heutige Äußere erhielt sie nach einem Ausbau durch Leopold Bauer von 1908 bis 1910.

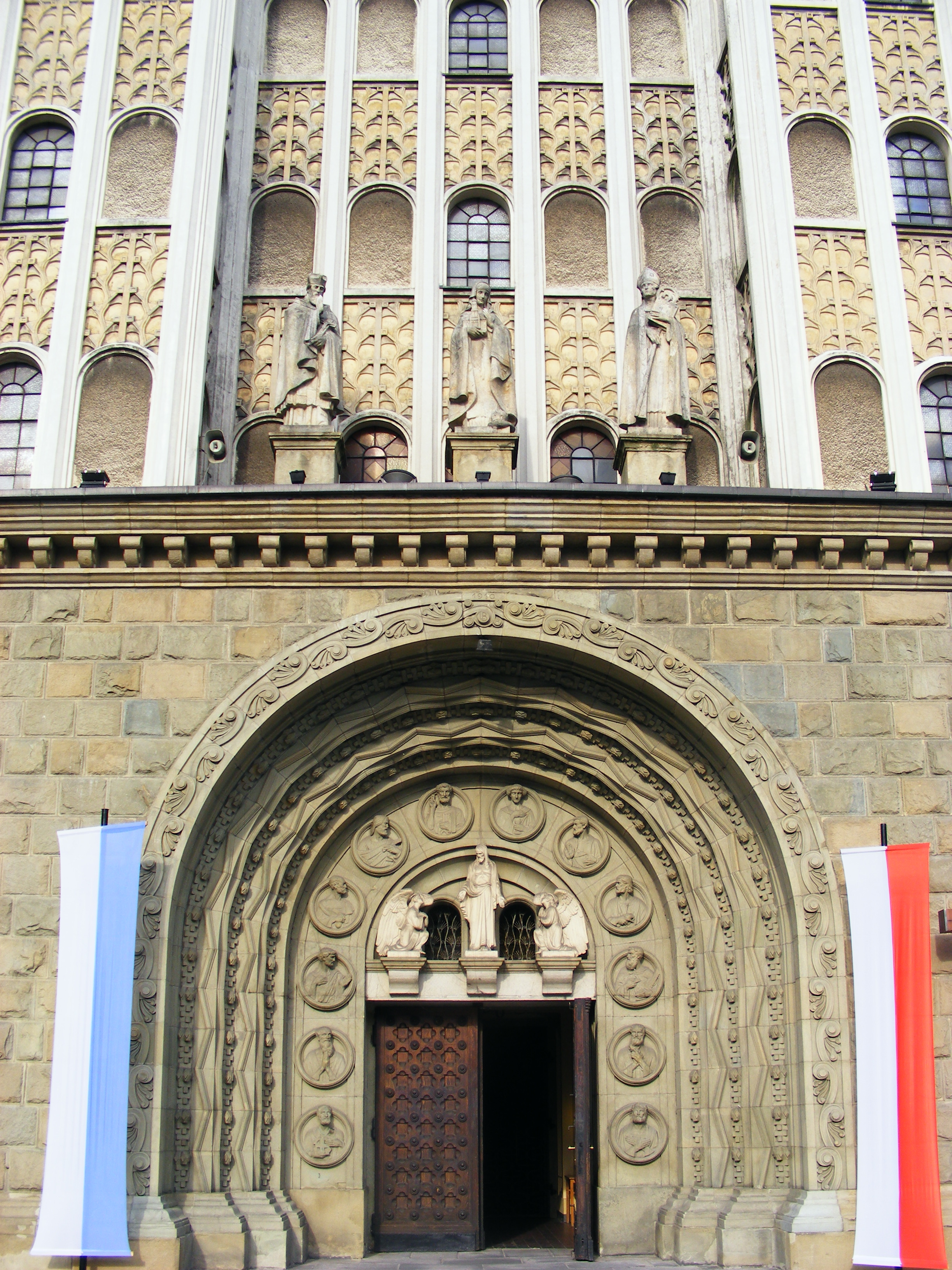
Das neoromanische Portal der Kathedrale
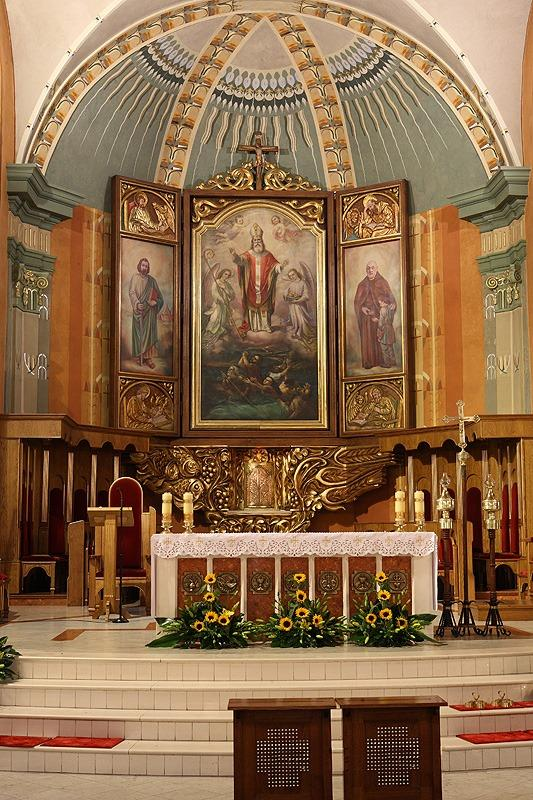
Die Kapelle der Muttergottes von Tschenstochau
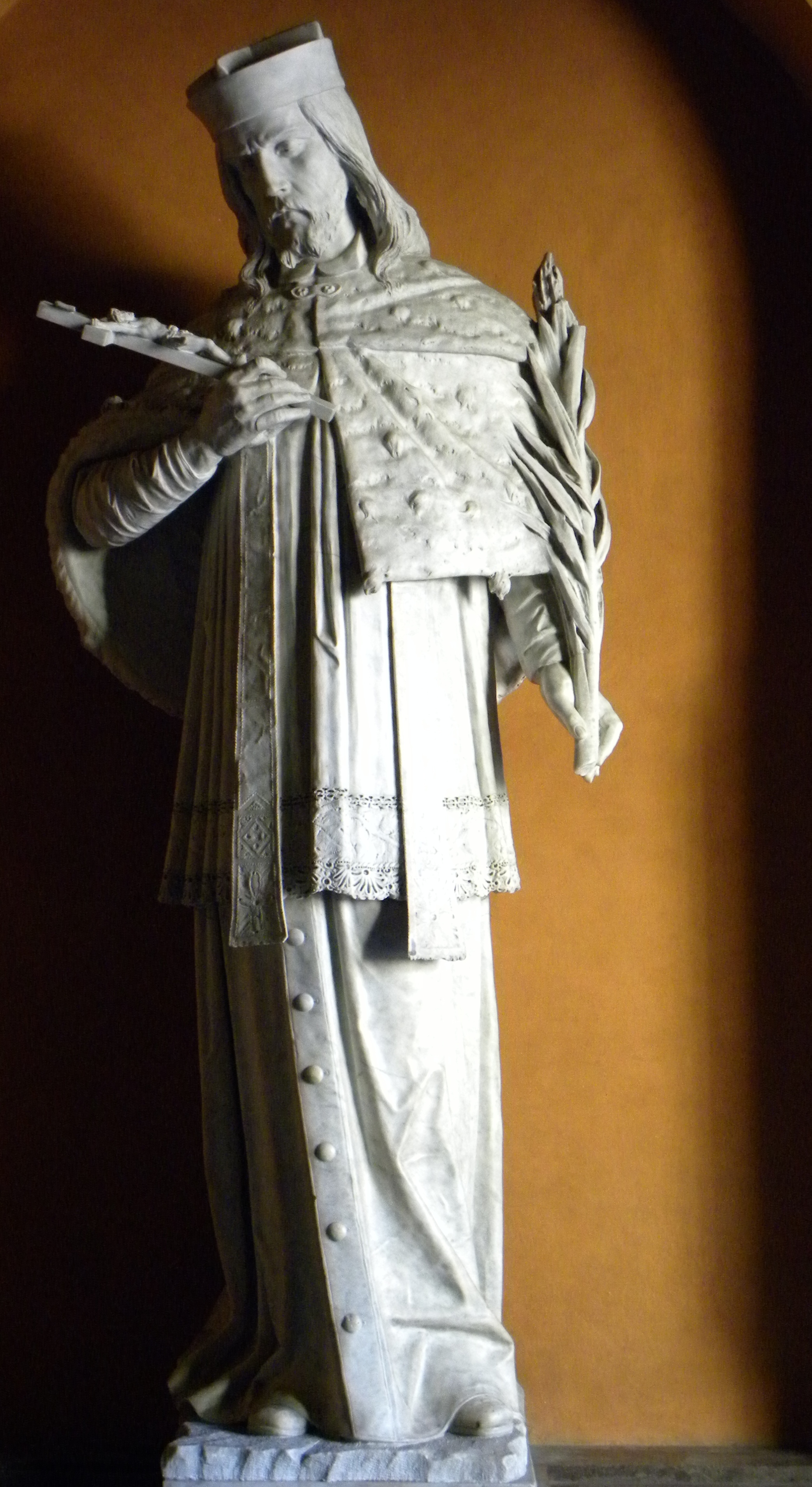
Die Statue des heiligen Nepomuk
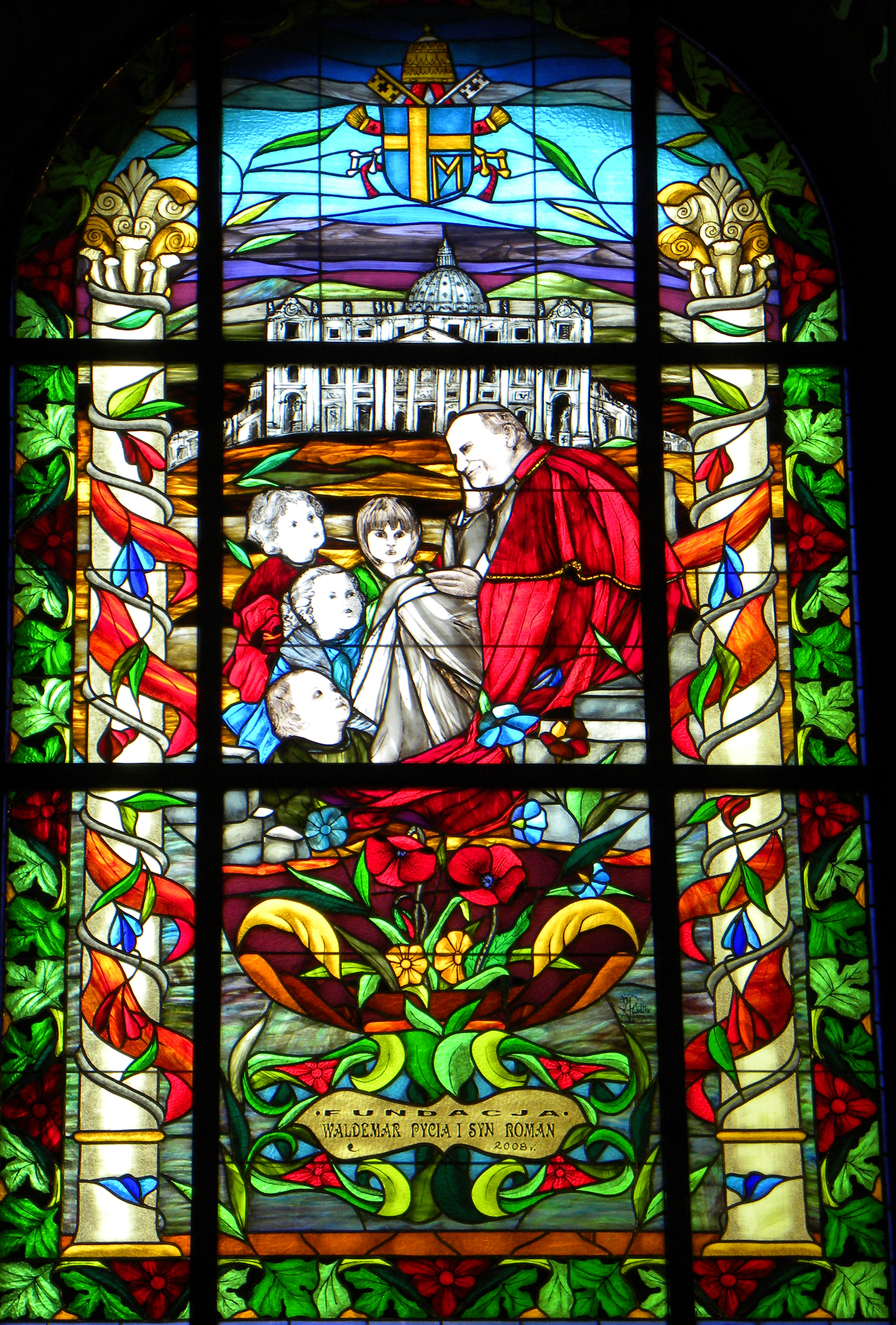
Kirchenfenster von 2008 mit Johannes Paul II.

- Kirche Johannes der Täufer in Alt-Bielitz (westlich gelegener Stadtteil)

- Die Lutherkirche (Kościół Marcina Lutra) in Biała ist ein klassizistischer Bau aus dem Jahre 1788. Der Hauptaltar wurde 1835 von dem Krakauer Bildhauer Joachim Kornecki fertiggestellt.
- Die Kirche der Göttlichen Vorsehung (Kościół Opatrzności Boże) in Biała ist ein spätbarockes Bauwerk, es wurde 1760–1769 errichtet und im 19. Jahrhundert zweimal umgebaut.
- Die St.-Barbara-Kirche (Kościół św. Barbary) im Stadtteil Mikuszowice Krakowskie ist eine Holzkirche.

#### Weltliche Bauten
- Sulkowski-Schloss mit Schlosskapelle. Der erste hölzerne Bau, eine Kastellanei, wird Anfang des 14. Jahrhunderts erwähnt. In der zweiten Hälfte des 14. Jahrhunderts entsteht dann eine feste Burg mit einem zweistöckigen Palas. Nach zahlreichen Umbauten, Ausbauten und Instandsetzungen wurde schließlich 1853 bis 1855 die neue neoromanische Schlosskapelle St Anna errichtet. Und von 1855 bis schloss sich an der Umbau in Neorenaissance-Formen unter dem Wiener Architekten Johann Pätzelmeyer und Emanuel Rost dem Älteren. Nach 1945 wurde das Schloss für Schule und Bibliothek umgebaut, seit 1983 ist es Museum. Es wird seit 2001 restauriert; heute befindet sich hier das Museum Schloss Bielsko.[12]
- Polnisches Theater (Teatr Polski w Bielsku-Białej). Das Gebäude in der u. I Maja 1 wurde 1889–1890 nach den Plänen des Wiener Architekten Emil von Förster von dem Bielitzer Architekten Andrzej Walczok als Stadttheater errichtet. 1905 wurden beim Umbau durch Ferdinand Fellner und Hermann Helmer an beiden Seiten zweigeschossige Anbauten hinzugefügt. 1999–2000 wurde das Gebäude renoviert. Der Bühnenvorhang stammt aus dem Wiener Atelier von Johann Kautsky, der Nymphentanz darauf wurde ausgeführt von Francesco Angelo Rottonara.[13]

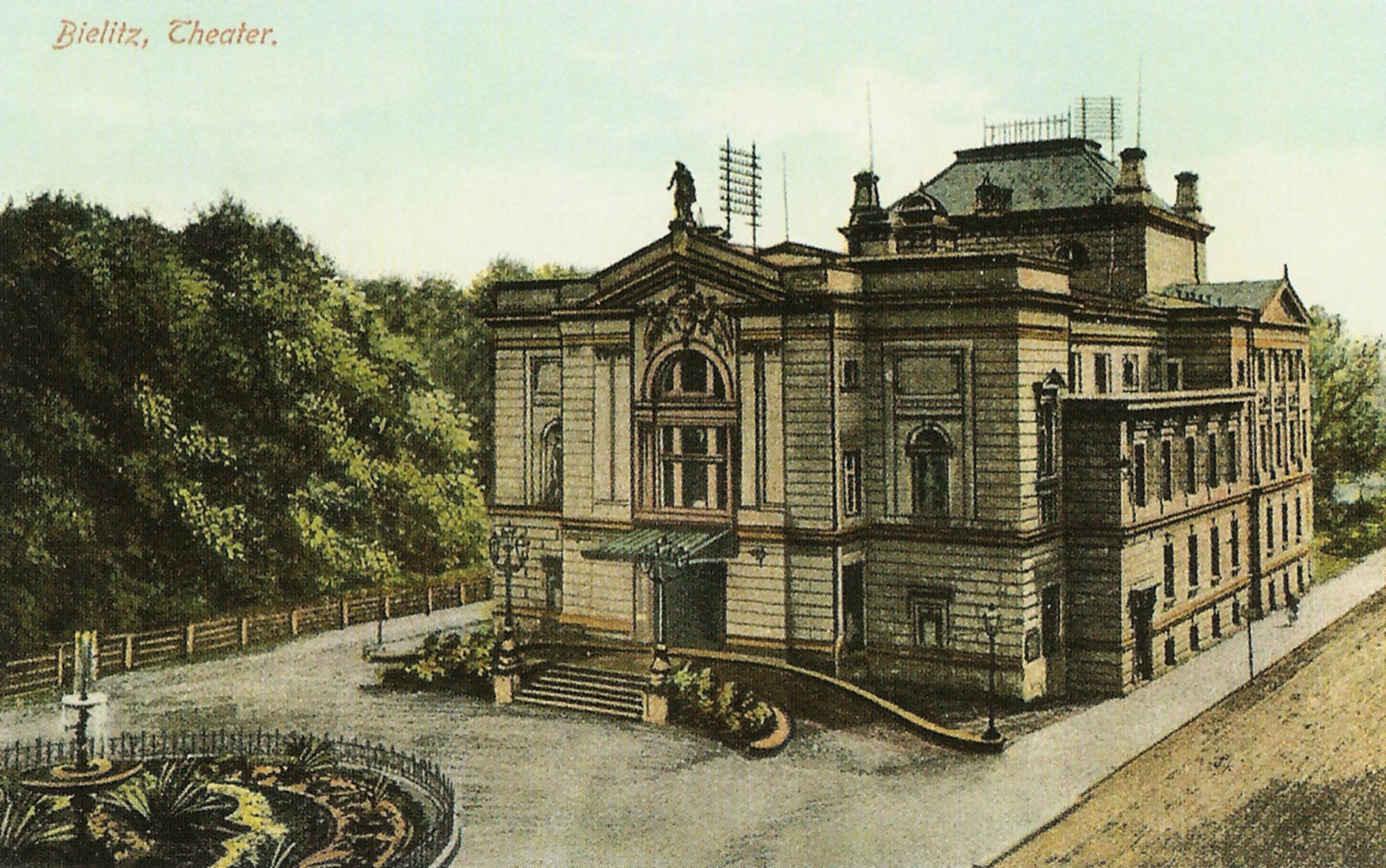
Historische Aufnahme des Theaters
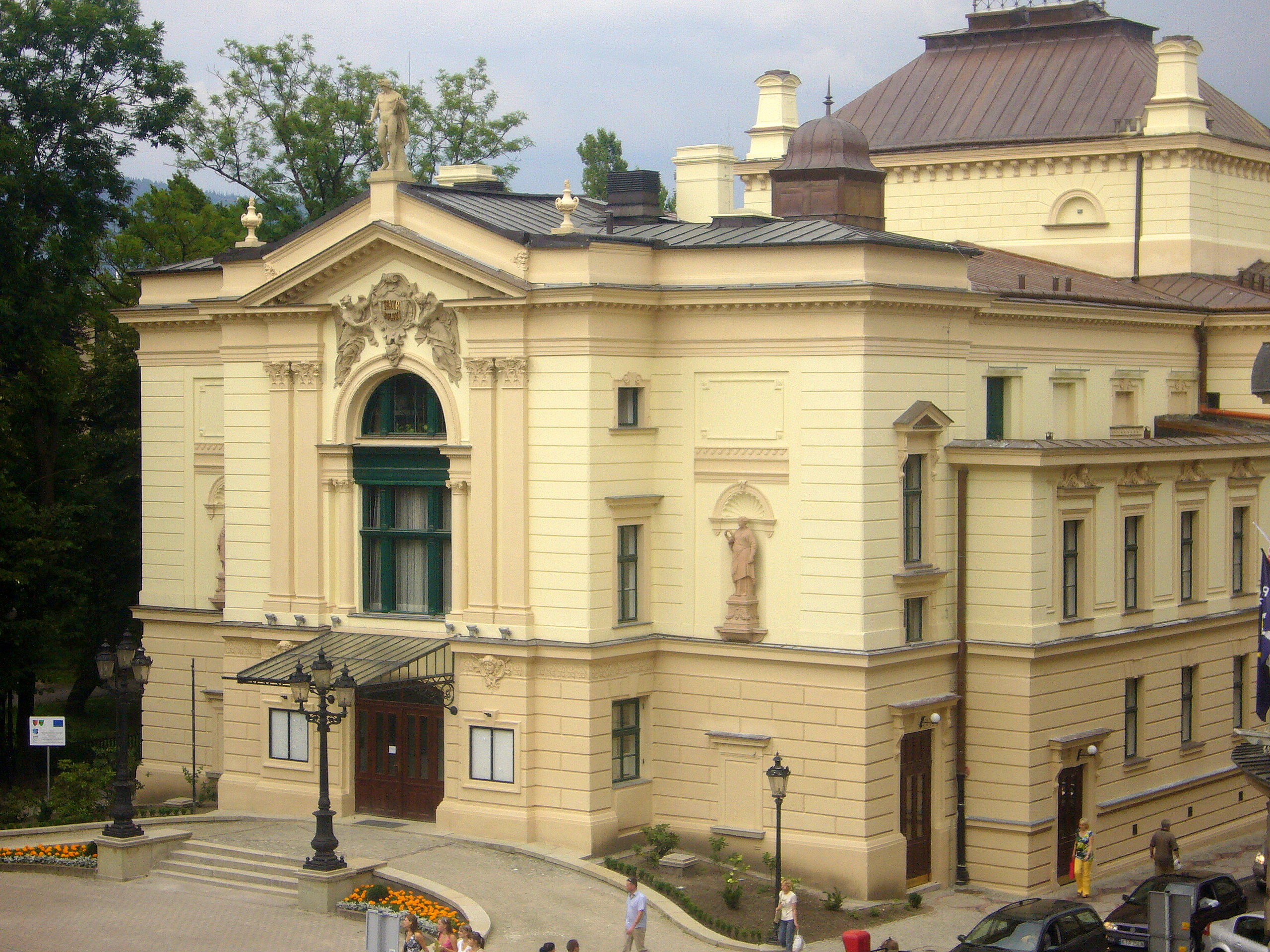
Das polnische Theater
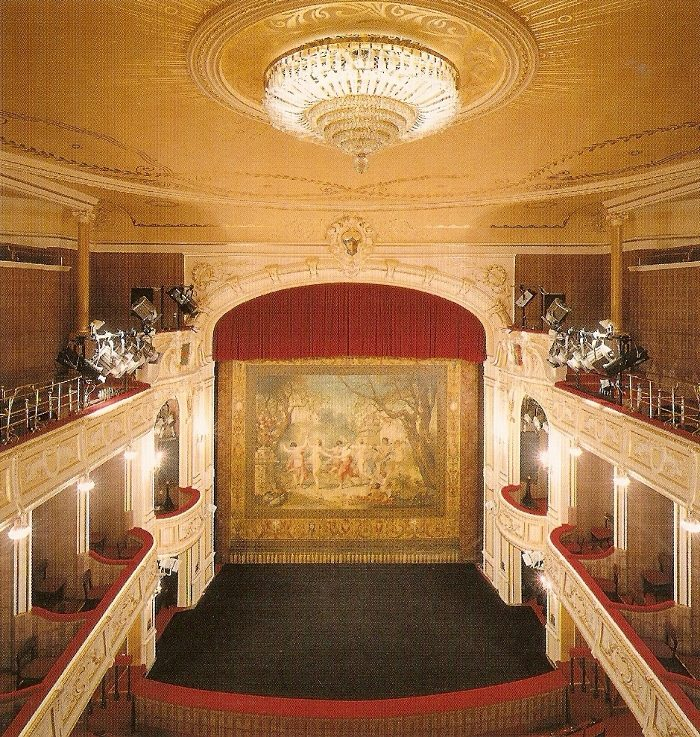
Theaterinneres mit Bühnenvorhang Nymphentanz
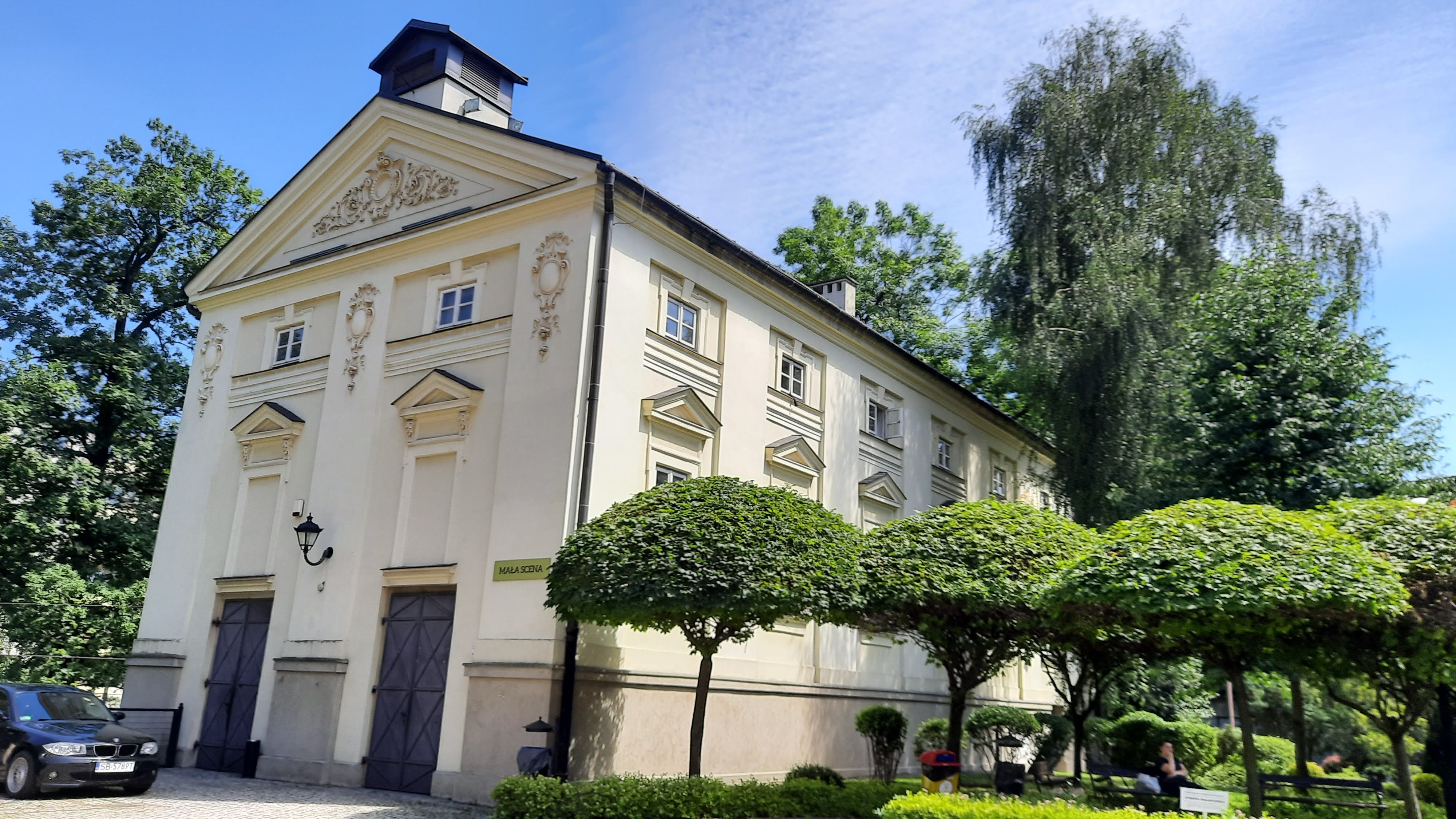
Ehemaliges Requisitenmagazin heute Mała scena.

- Bahnhof in Bielsko

- Das Rathaus (ratusz) in Biała ist ein Neorenaissance-Bau, der 1895–1897 nach Plänen von Emanuel Rost jr. erbaut wurde.

#### Schulen
- Die Zespół Szkół Elektronicznych Elektrycznych i Mechanicznych im. Jędrzeja Śniadeckiego in der ul. Słowackiego 24 wurde von Emanuel Rost sen. 1873–83 gebaut. Der Bau ist leicht klassizistisch, der leicht hervorstehende Mittelteil ist um ein Mezzaningeschoss erhöht. Vor 1945 war hier die Real- und Gewerbeschule untergebracht.

#### Wohnhäuser
- Im Weberhaus ist eine Ausstellung des Museums Schloss Bielsko zum Webereihandwerk im 19. Jahrhundert zu sehen. Die Familie Bartke errichtete das Holzhaus Ende des 18. Jahrhunderts.[14]
- Das Froschhaus (kamienica Pod Żabami) ist ein Jugendstilbau, der 1903 nach Plänen des Architekten Emanuel Rost jr. errichtet wurde. Über dem Eingang sitzen zwei Frösche, an ein Weinfass gelehnt, einer raucht Pfeife der andere spielt Mandoline.
- Das Haus in der Ulica Osuchowskiego 8 wurde 1936 bis 1939 von Kazimierz Sołtykowsi errichtet. Der asymmetrische viergeschossige Bau hat abgerundete Ecken und Rundfenster. Vor 1945 war die Realschule darin untergebracht.
- Das frühere Wohnhaus von Theodor Sixt (Willa Theodora Sixta, ul Mickiewicza 24) ist ein zweistöckiger Neorenaissancebau, der 1883 von Karl Korn gebaut wurde, im Erdgeschoss liegt ein Saal mit Spiegeldecke. In den 1970er Jahren wurde das Haus teilweise umgebaut. Heute befindet sich darin das Rektorat der Technischen und Humanistischen Akademie.[15]
- Die Villa des Architekten Karl Korn (Willa własna architekta Karla Korna (ul. Mickiewicza 21)) wurde 1882–83 errichtet, die Diele ist mit Malerei im pompejanischen Stil geschmückt. Hinter der Villa liegt Korns früheres Atelier,[16]
- Die frühere Villa des Eduard Zipser wurde um 1880 von Emanuel Rost sen. im französischen Neorenaissance-Stil erbaut.
- die frühere Villa Carl Johann Bartelmuss (Willa Carla Johanna Bartelmussa, ul. Zdrojowa 6) wurde vor 1872 errichtet und in den 1960er Jahren renoviert. Es ist ein Bau im Stil der italienischen Renaissance.
- die frühere Villa Hermann Schneider (ul. Mickiewicza 27) wurde 1903 bis 1905 errichtet.
- 1888 wurde von Emanuel Rost sen. eine Neorenaissance-Villa für Karl Wenzel (ul. Krasińskiego 26) errichtet
- Eine Villa im Landhausstil ließ sich Oswald Molenda nach 1905 errichten (ul. Pocztowa 18)

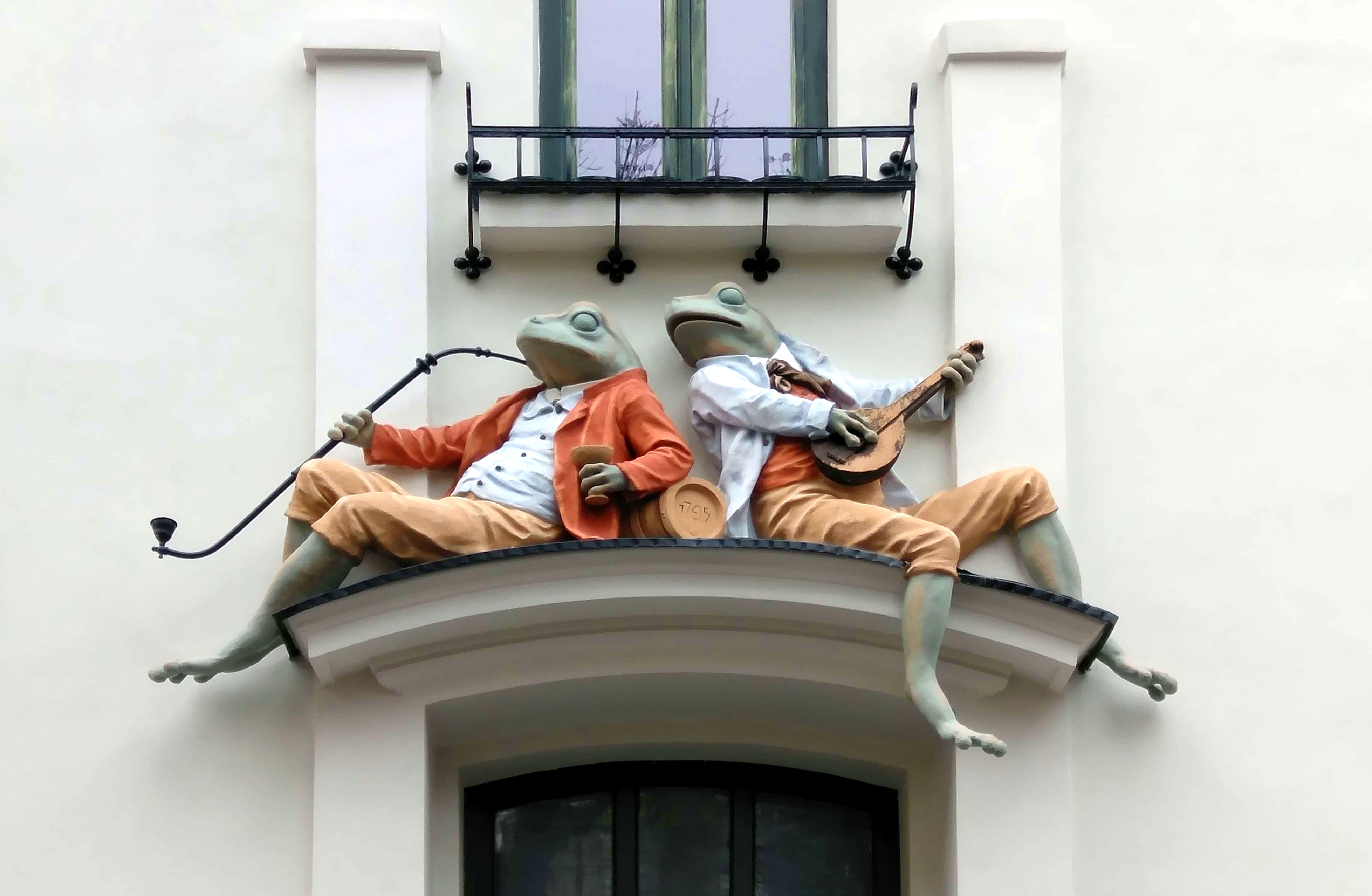
Eingang des Froschhauses
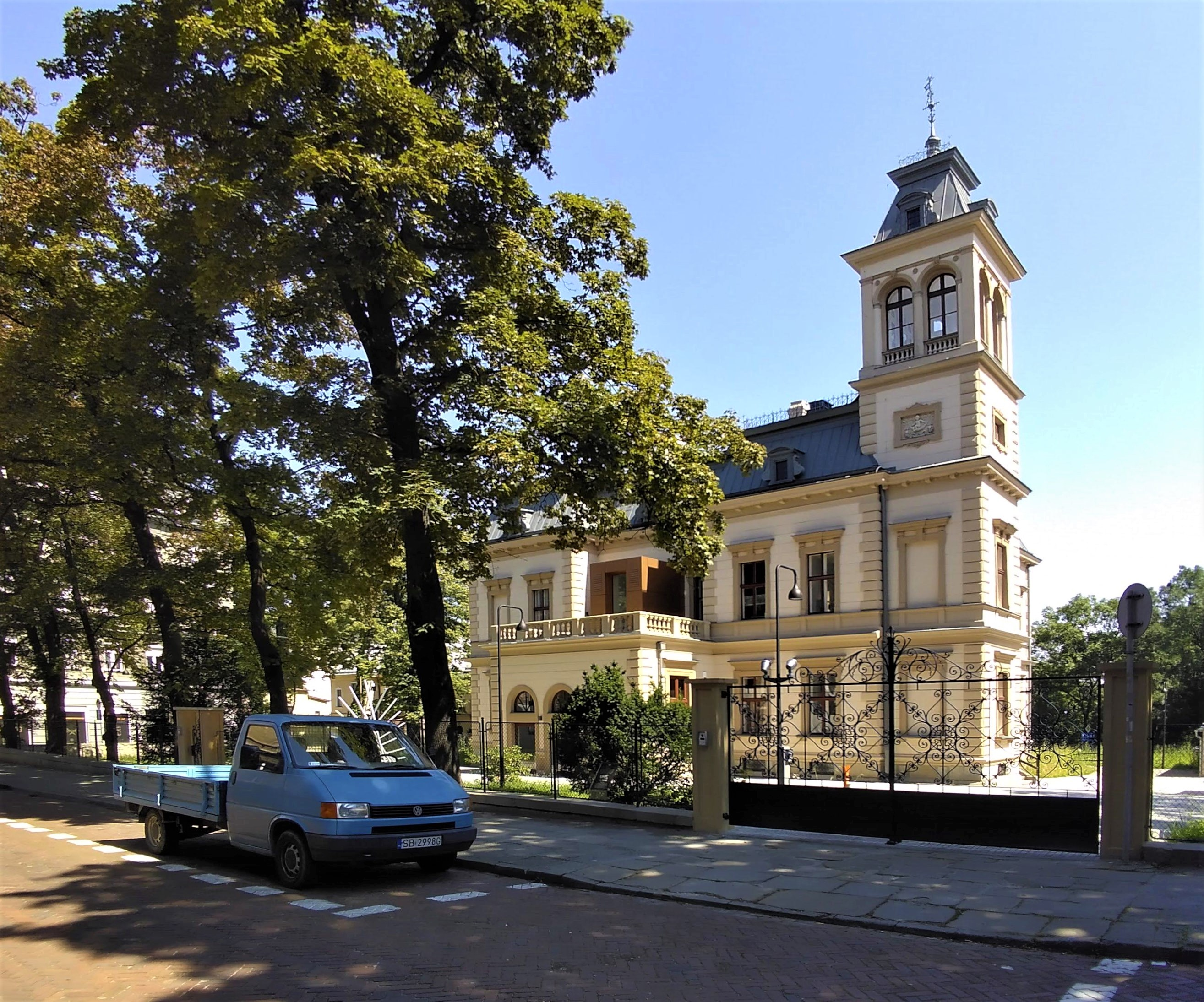
Das frühere Wohnhaus von Theodor Sixt
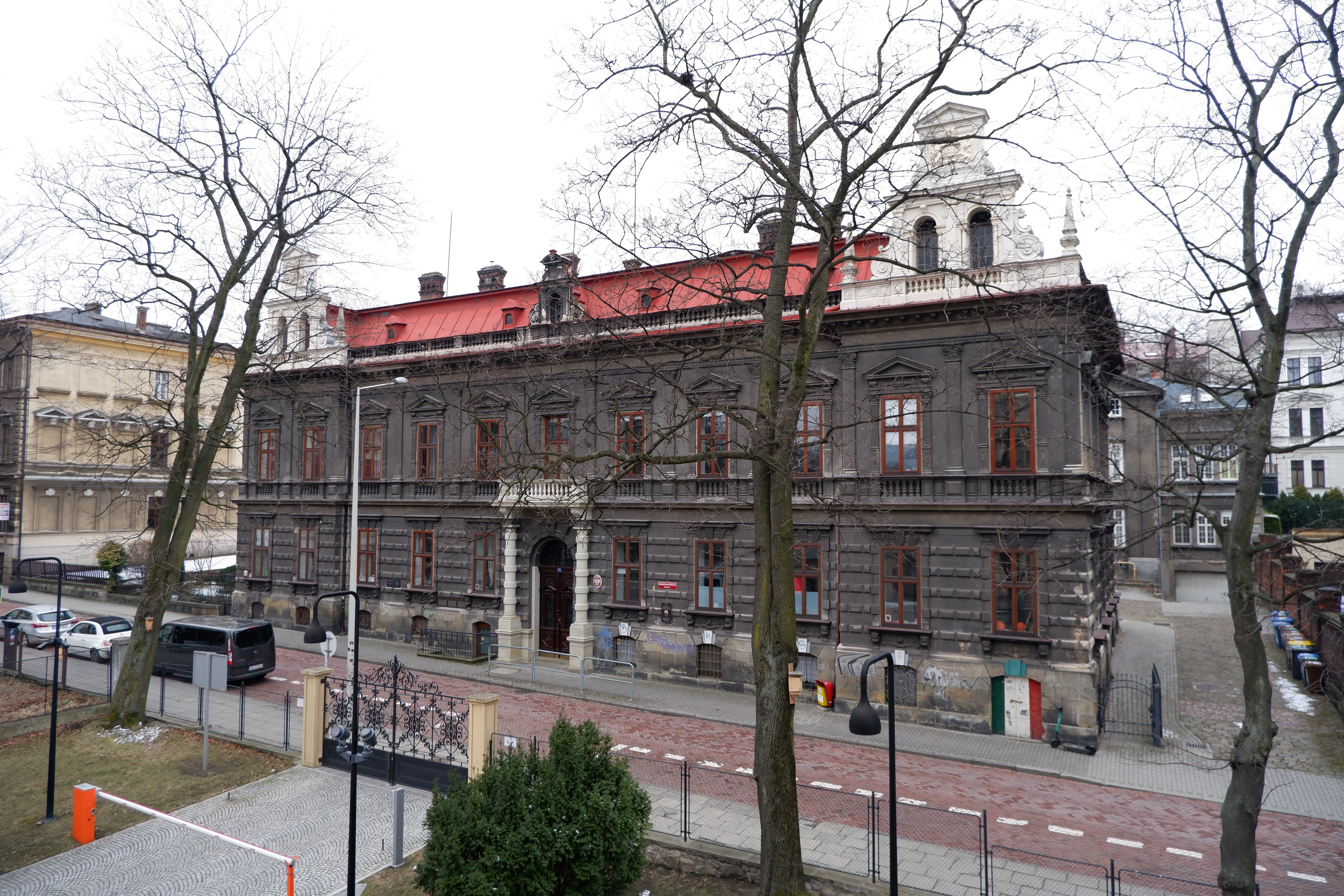
Das frühere Wohnhaus von Karl Korn
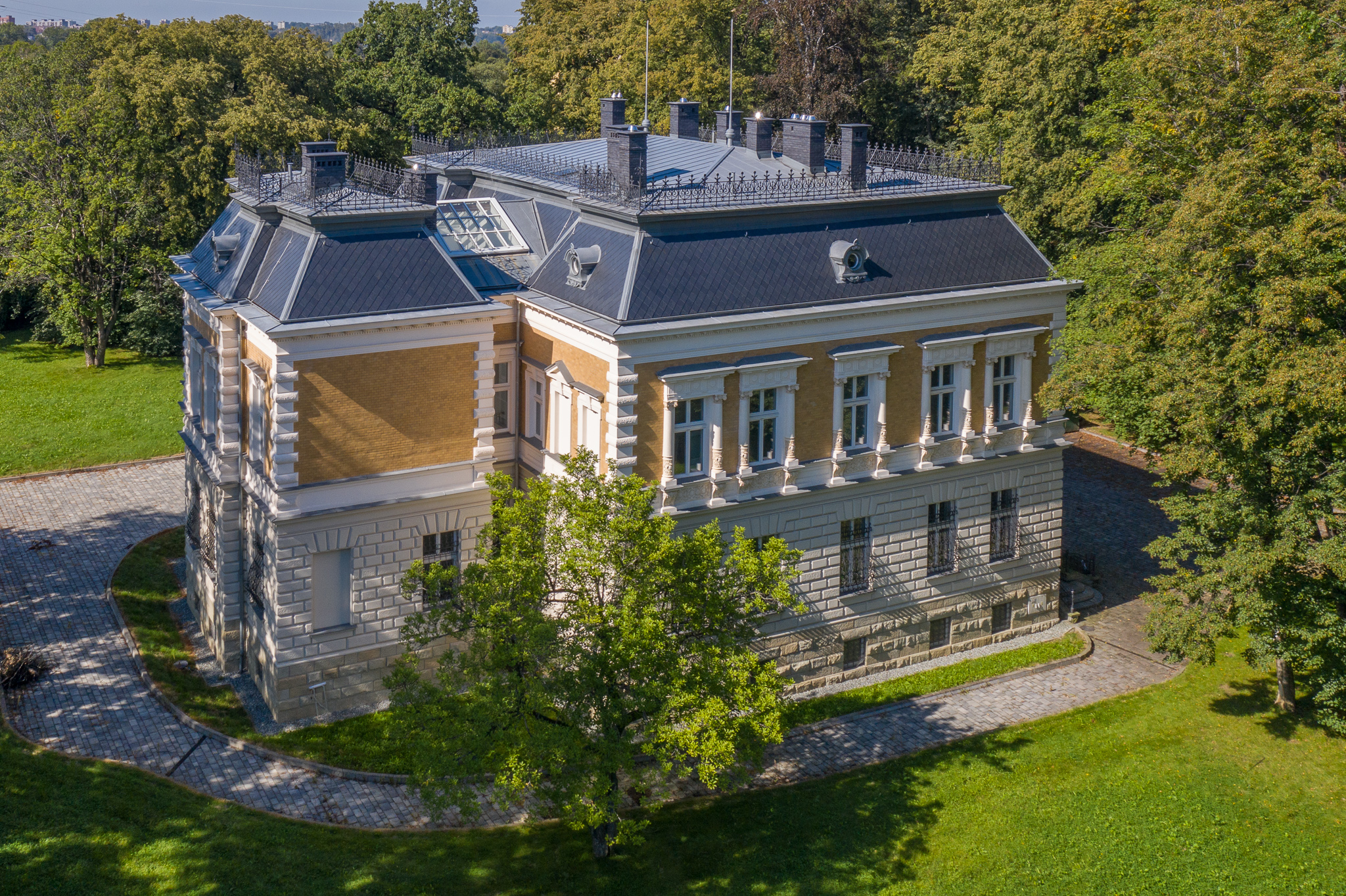
Das frühere Wohnhaus des Eduard Zipser
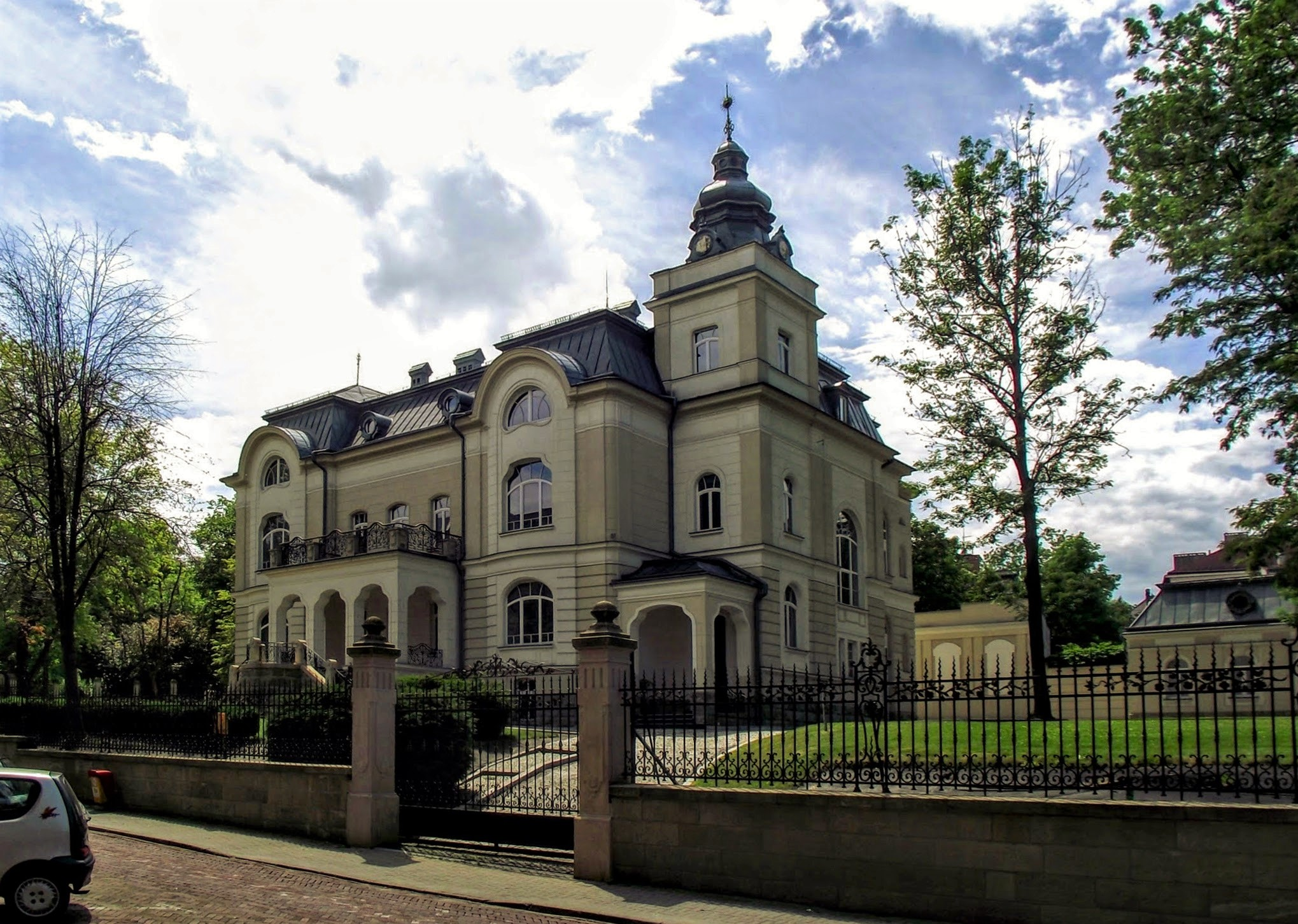
Villa Schneider
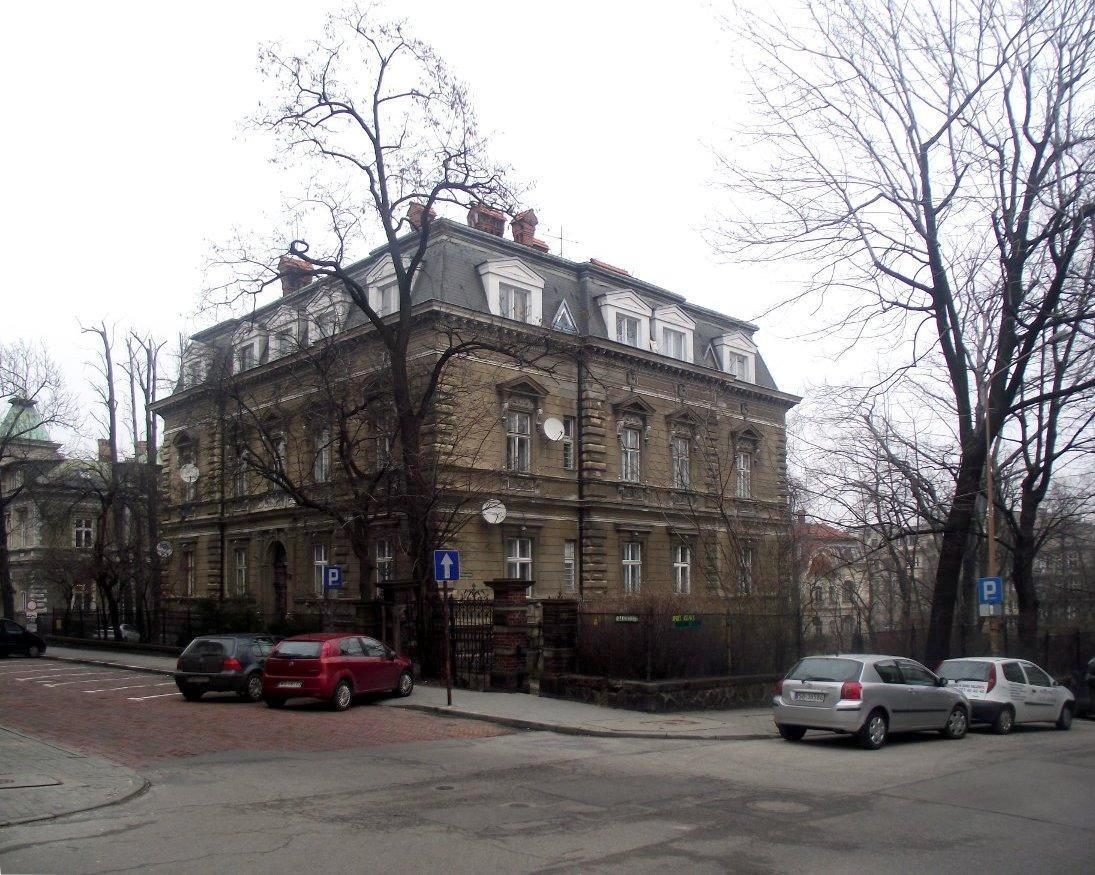
Wohnhaus Karl Wenzel
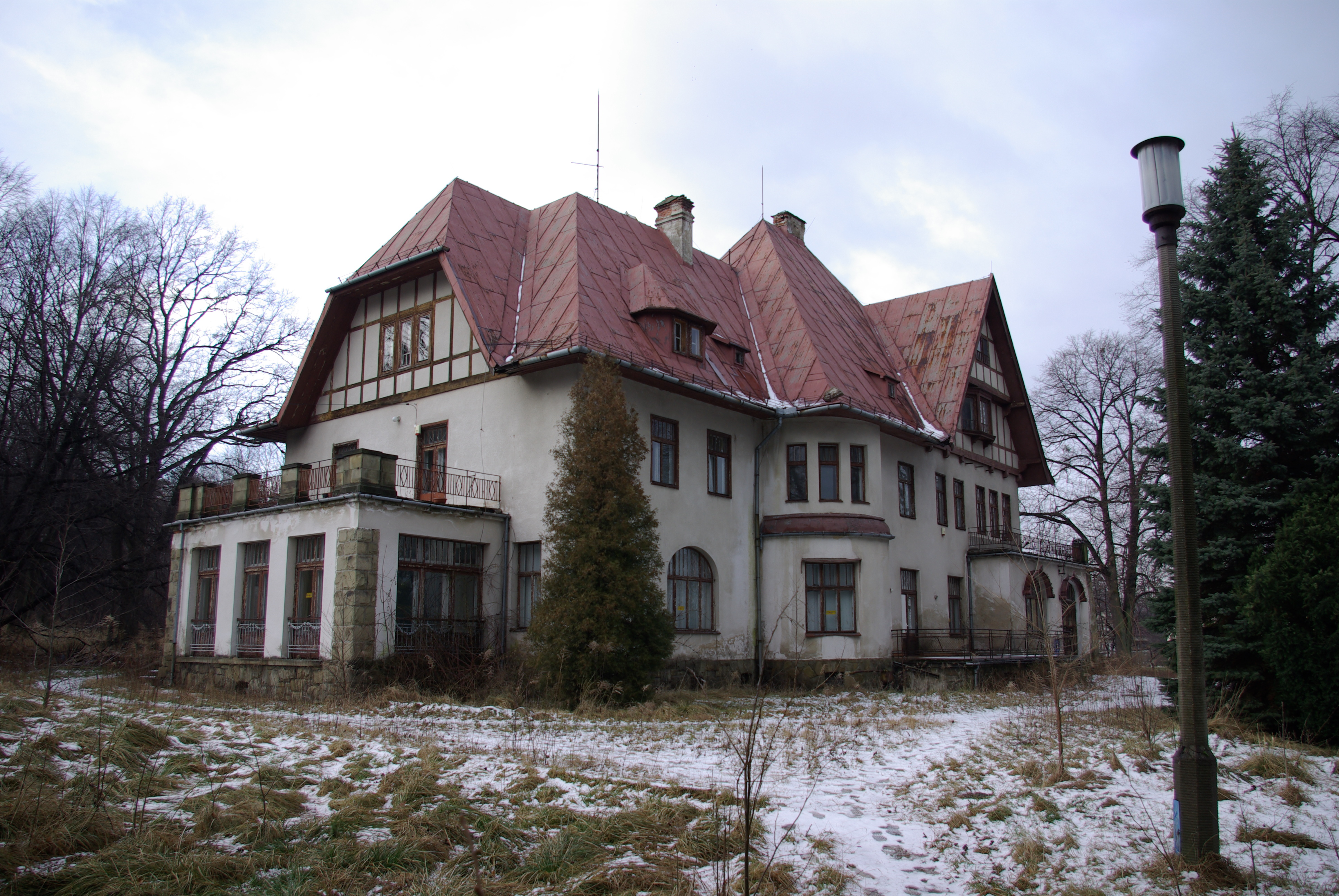
Villa Molenda von 1907

#### Friedhöfe
- Alter evangelischer Friedhof

- Neuer evangelischer Friedhof

- Jüdischer Friedhof (Kulturdenkmal)

#### Denkmäler
- Bolek-und-Lolek-Denkmal.

### Sport
Erfolgreichster Fußballverein ist (Juni 2022) der Verein Podbeskidzie Bielsko-Biała, der 2018/19 zweitklassig spielt und in fünf Spielzeiten in der Ekstraklasa antrat. Die Damenvolleyball-Mannschaft von BKS Stal Bielsko-Biała spielt in der höchsten polnischen Liga ebenso wie die Futsal-Mannschaft von Rekord Bielsko-Biała. In der obersten Spielklasse des Männer-Volleyball ist der BBTS Siatkarz Original Bielsko-Biała.
Sebastian Kawa ist 10-facher Weltmeister im Segelfliegen zwischen 1999 und 2016 sowie mehrfacher Vizeweltmeister in 15-m-Klasse, außerdem Europameister der 18-m-Klasse.
Seit 2006 ist die Stadt jährlich Gastgeber der Polish Open, einem internationalen Karate-Turnier mit bis zu 2000 Sportlern.
Im Februar 2025 war die Stadt Gastgeber der Karate-Europameisterschaften der Jugend, Junioren & U21 2025 mit 1181 Startern aus 48 Ländern.
Es gibt 55 Sportvereine und 20 Schüler- und Studenten-Sportvereine in der Stadt. Das städtische Stadion wird von den Fußballmannschaften der Podbeskidzie Bielsko-Biała und des BKS Stal Bielsko-Biała als Spielstätte genutzt. Es bietet 15.292 Zuschauern Platz und hat einen Naturrasen mit Rasenheizung.
Von 1907 bis 1939 bestand für die deutschsprachigen Bürger der Stadt der Fußballverein Bielitz-Bialaer Sportverein.

## Wirtschaft
Bielsko-Biała ist bekannt für Unternehmen der Textilindustrie und des Maschinenbaus. Fabrikationsstätten unterhalten hier FCA Poland, Fiat-GM Powertrain Polska, Nemak Poland, Eaton Automotive Systems, Finnveden Polska, Adler Polska, Cooper-Standard Automotive Polska, Magneti Marelli Suspension Systems Bielsko, Techmex, GE Power Controls, EnerSys, Hutchinson Poland, Philips Lighting Bielsko, Zakłady Tłuszczowe Bielmar, Electropoli-Galwanotechnika, ABB Industrial Solutions, Bulten Polska S.A., TRW Steering Systems Poland, Electropoli Poland, Shiloh Industries, Wawrzaszek ISS, Marbet, Bielskie Zakłady Obuwia „Befado“, „Klingspor“, Aluprof S.A., Bielskie Przedsiębiorstwo Budownictwa Przemysłowego S.A., „Ask Poland“ und Fenice Poland.
In der Region werden auch beispielsweise von den Unternehmen Avio Polska oder Zakłady Lotnicze Margański & Mysłowski S.A. Bestandteile von Flugzeugen oder Flugzeuge und Segelflieger produziert. Der Arbeitsmarkt in der Stadt zeigt Arbeitskräftemangel in solchen Berufen wie: Bauarbeiter, Baumaschinenführer, Elektriker, Elektromechaniker, Schneider, Kuriere.
Auf dem Gelände der früheren Textilfabrik ZPW Finex, am Ufer des Flusses Biała ist das Einkaufszentrum Sfera untergebracht. Dazu gehören (Juni 2022) 250 Läden, 25 Restaurants und Cafés, eine Bowling-Bahn, ein Kino und ein Hotel. Die Arbeitslosigkeit lag im September 2018 bei 1,9 Prozent.

## Verkehr

### Nahverkehr
Der Nahverkehrsanbieter Miejski Zakład Komunikacyjny w Bielsku-Białej betreibt ca. 40 Buslinien im Tagverkehr und 2 Linien im Nachtverkehr. Senioren ab 65 Jahren fahren gratis.

### Straßen
Durch das Stadtgebiet von Bielsko-Biała verlaufen die Schnellstraßen S1 und S52. Die S1 verbindet die Stadt mit der Slowakei, über die S52 geht es nach Tschechien.

### Eisenbahn
Zu folgenden polnischen Städten besteht eine direkte Zugverbindung von Bielsko-Biała (November 2014): Bromberg, Danzig, Gdingen, Kattowitz, Krakau, Łódź, Allenstein, Oppeln, Stettin, Thorn, Warschau, Breslau.

### Flughäfen
Drei große Flughäfen liegen 90 oder weniger Kilometer von der Stadt entfernt: Flughafen Katowice, Flughafen Johannes Paul II. Krakau-Balice und der tschechische Flughafen Leoš Janáček Airport Ostrava.

## Persönlichkeiten

### Söhne und Töchter der Stadt
- Ernst Traugott von Kortum (1742–1811), Jurist, Autor, Beamter, Hofrat und Politiker
- Carl Joseph Pratobevera (1769–1853), Vizepräsident des Appellationsgerichts Wien
- Carl Samuel Schneider (1801–1882), evangelischer Pastor und Reichstagsabgeordneter in Wien[19]
- Adolph von Pratobevera (1806–1875), österr. Jurist[20]
- Alois Scholz (1821–1883), Direktor der Eisenwerke in Zöptau und Stefanau
- Carl Gustav Zipser (1822–1896), lutherischer Pfarrer und Superintendent
- Friedrich Gerhardt (1828–1921), Maler
- Alfred von Kropatschek (1838–1911), österreichischer Feldzeugmeister
- Carl Joseph Pratobevera (1838–1853), österreichischer Jurist
- Georg Demski (1844–1918), österreichischer Architekt
- Albert Schickedanz (1846–1915), Architekt
- Josef Unger (1846–1922), Architekt
- Carl Josef Bayer (1847–1904), österreichischer Chemiker
- Johannes Volkelt (1848–1930), Philosoph und Professor
- Hugo von Seeliger (1849–1924), deutscher Astronom
- Georg Hönel (1851–1909), österreichischer Architekt
- Maria Theresia May (1851–1927), österreichische Journalistin und Schriftstellerin
- Heinrich Conried (Cohn) (1855–1909), Direktor der Metropolitan Opera in New York
- Vinzenz Freiherr von Fox (1859–1931), k.u.k. General
- Gerhard Seeliger (1860–1921), Historiker und Hochschullehrer
- Rudolf Dittrich (1861–1919), österreichischer Musiker und Hochschullehrer in Tokio
- Jan Kotrč (1862–1943), tschechischer Schachspieler, -komponist und -publizist
- Josef Strzygowski (1862–1941), Kunsthistoriker
- Fannie Bloomfield Zeisler (1863–1927), österreichisch-amerikanische Pianistin
- Arthur von Pongracz (1864–1942), österreichischer Dressurreiter
- Hans Zenker (1870–1932), Admiral
- Leo Nachtlicht (1872–1942), Architekt
- Richard Frankfurter (1873–1953), Politiker (DDP), Jurist und Schriftsteller
- Selma Kurz (1874–1933), Opernsängerin
- Emil Schaeffer (1874–1944), österreichischer Kunsthistoriker, Publizist und Dramatiker
- Karl Fuchs (1876–unbekannt), Abgeordneter der deutschen Minderheit im Schlesischen Parlament
- Ludwig Wolff (1876–1956), Schriftsteller und Filmregisseur
- Reinhard Machold (1879–1961), österreichischer Politiker
- Heinrich Steinitz (1879–1942), Rechtsanwalt und Schriftsteller, NS-Opfer
- Artur Schnabel (1882–1951), österreichischer Pianist und Komponist
- Viktor Glondys (1882–1949), Bischof der Evangelischen Kirche A. B. in Rumänien
- Robert Lohan (1884–1953), österreichisch-amerikanischer Literaturhistoriker, Regisseur und Schriftsteller
- Felix von Sellheim Luschka (1885–1968), böhmischer und tschechoslowakischer Politiker der deutschen Minderheit
- Karl Wolf (1886–1950), Physiker, Ingenieurwissenschaftler und Hochschullehrer
- Franciszek Groër (1887–1965), Kinderarzt und Professor
- Rudolf Komorek (1890–1949), Salesianer Don Boscos und Missionar
- Franz Sauer (1894–1962), österr. Organist (Salzburger Domorganist) und Professor am Mozarteum
- Ralph Erwin (eigentlich Vogl, 1896–1943), Dichter und Komponist
- Hertha Karasek-Strzygowski (1896–1990), österreichisch-deutsche Künstlerin und Schriftstellerin
- Adolf Hyła (1897–1965), Maler
- Alfred Hetschko (1898–1967), deutsch-österreichischer Musikpädagoge, Dirigent und Komponist
- Rudolf Sandalo (1898–1980), deutsch-tschechoslowakischer Architekturfotograf
- Irene Meyer-Hanno (1899–1983), Pianistin, Klavierlehrerin und Korrepetitorin am Theater
- Leopold Fischer (1901–1975), österreichischer Architekt
- Hugo Huppert (1902–1982), österreichischer Schriftsteller und Kommunist
- Walter Kuhn (1903–1983), deutscher Volkskundler und Siedlungshistoriker
- Paweł Finder (1904–1944), Kommunist
- Karl Eska alias Kurt Stein (1905–1985), Schriftsteller
- Oswald Baer (1906–1941), Maler
- Martin Kirchschlager (1910–1985), Pfarrer und Superintendent in der Steiermark
- Anton Spatschek (1910–1988), Schriftsteller[21]
- Kurt Attermann (1913–2002), Pathologe und Kinderarzt
- Karl Guttmann (1913–1995), Theaterregisseur, Schauspieler, Theaterproduzent
- Herfried Hoinkes (1916–1975), österreichischer Professor für Meteorologie
- Fedor Weinschenck (1916–1942), Skirennläufer, Olympionike
- Helga Freifrau von Heintze (1919–1996), österreichisch-deutsche Klassische Archäologin
- Izhak Naor-Lerner, Holocaust-Überlebender, Autor und Unternehmer
- Maria Koterbska (1924–2021), Sängerin und Schauspielerin
- Gerda Weissmann-Klein (1924–2022), Polnisch-Amerikanische Holocaust-Überlebende und Schriftstellerin
- Herwig Karzel (1925–2001), österreichischer evangelisch-lutherischer Theologe
- Hans von Keler (1925–2016), evangelischer Theologe (württembergischer Landesbischof)
- Kitty Hart-Moxon, geborene Felix (* 1926), Holocaust-Überlebende
- Roman Frister (1928–2015), polnisch-israelischer Journalist und Schriftsteller
- Viktor Siuda (1928–2019), Sportler und Unternehmer
- Hans A. Nikel (1930–2018), deutscher Verleger und Künstler
- Hans Oleak (1930–2018), deutscher Astrophysiker
- Shlomo Avineri (1933–2023), israelischer Historiker und Politologe
- Jan Szarek (1936–2020), lutherischer Theologe und Bischof der Evangelisch-Augsburgischen Kirche in Polen
- Peter Andraschke (1939–2020), deutscher Musikwissenschaftler
- Helmut Kajzar (1941–1982), polnischer Dramatiker und Theaterregisseur
- Annette Kammertöns (1941–2020), deutsche Politikwissenschaftlerin
- Horst Kubatschka (1941–2022), Politiker (SPD), Mitglied des Deutschen Bundestags
- Gero Vogl (* 1941), österreichischer Physiker in München, Berlin und Wien
- Edward Fender (1942–2021), Rennrodler
- Dieter Boris (1943–2024), deutscher Soziologe
- Urszula Dudziak (* 1943), Jazzsängerin
- Alexander J. Hahn (* 1943), US-amerikanischer Mathematiker, Hochschullehrer
- Bogusław Kierc (* 1943), Dichter, Schauspieler und Essayist
- Eduard Geyer (* 1944), deutscher Fußballtrainer und -spieler
- Bronisław Suchanek (* 1948), Jazzbassist
- Wiesław Gębala (* 1950), Skilangläufer
- Jan Pamuła (* 1951), Politiker
- Zbigniew Preisner (* 1955), Komponist
- Piotr Fijas (* 1958), Skispringer
- Zbigniew Malik (* 1962), Skispringer
- Małgorzata Handzlik (* 1965), Politikerin
- Ryszard Koziołek (* 1966), Literaturwissenschaftler und Literaturhistoriker
- Renata Przemyk (* 1966), Liedermacherin
- Jarosław Klimaszewski (* 1970), Politiker
- Dorota Kwaśny (* 1972), Skilangläuferin
- Katarzyna Gębala (* 1974), Skilangläuferin
- Krzysztof Marek Bąk (* 1977), bildender Künstler und Professor an der Schlesischen Universität
- Robert Fedek (* 1979), polnisch-US-amerikanischer römisch-katholischer Geistlicher, Weihbischof in Chicago
- Stefan Hula (* 1986), Skispringer
- Katarzyna Kłys (* 1986), Judoka
- Aneta Sablik (* 1989), Sängerin und Gewinnerin der elften Staffel von DSDS
- Bartłomiej Wawak (* 1993), Mountainbiker
- Kasia Pietrzko (* 1994), Jazzmusikerin
- Kamila Drabek (* 1995), Jazzmusikerin
- Jakub Wolny (* 1995), Skispringer
- Justyna Iskrzycka (* 1997), Kanutin
- Kinga Rajda (* 2000), Skispringerin
- Jan Habdas (* 2003), Skispringer

### Ehrenbürger
- Karl von Stremayr (1823–1904), Minister für Kultus und Unterricht im Zusammenhang mit der Gründung und Förderung der höheren Lehranstalt[22]

## Politik

### Stadtpräsidenten
An der Spitze der Stadtverwaltung steht ein Stadtpräsident, der von der Bevölkerung direkt gewählt wird. Von 2002 bis 2018 war dies Jacek Krywult. Seither amtiert Jarosław Klimaszewski. Bei der Wahl 2024 trat Klimaszewski, obwohl weiter Mitglied der PO, mit seinem eigenen Wahlkomitee an, wurde aber auch von der PO unterstützt. Die Abstimmung brachte folgendes Ergebnis:
- Jarosław Klimaszewski (Wahlkomitee Jarosław Klimaszewski) 45,9 % der Stimmen
- Konrad Łoś (Prawo i Sprawiedliwość) 24,0 % der Stimmen
- Małgorzata Zarębska (Wahlkomitee „Zarębska und Unabhängige Bielsko-Biała“) 11,4 % der Stimmen
- Bronisław Foltyn (Konfederacja und unabhängige lokale Verwaltungen) 6,0 % der Stimmen
- Magdalena Madzia (Wahlkomitee „Gute Stadt“) 5,0 % der Stimmen
- Szymon Twardak (Trzecia Droga) 4,0 % der Stimmen
- Wojciech Borecki (Wahlkomitee „Oktober-Koalition“) 3,8 % der Stimmen

In der daraufhin nötigen Stichwahl setzte sich Klimaszewski mit 63,9 % der Stimmen gegen Łoś durch und wurde als Stadtpräsident wiedergewählt.
Bei der Stadtpräsidentenwahl 2018 kandidierte der bisherige Amtsinhaber Jacek Krywult nicht erneut. Stattdessen unterstützte er Jarosław Klimaszewski von der Platforma Obywatelska. Die Abstimmung brachte folgendes Ergebnis:
- Jarosław Klimaszewski (Koalicja Obywatelska) 39,9 % der Stimmen
- Przemysław Drabek (Prawo i Sprawiedliwość) 32,7 % der Stimmen
- Janusz Okrzesik (Wahlkomitee „Okrzesik und Unabhängige Bielsko-Biała“) 23,0 % der Stimmen
- Jerzy Jachnik (Kukiz’15) 2,5 % der Stimmen
- Übrige 1,9 % der Stimmen

In der daraufhin nötigen Stichwahl setzte sich Klimaszewski mit 55,0 % der Stimmen gegen Drabek durch und wurde neuer Stadtpräsident.

### Stadtrat
Der Stadtrat besteht aus 25 Mitgliedern und wird direkt gewählt. Obwohl bei der Stadtratswahl 2024 der amtierende Stadtpräsident Klimaszewski mit seinem eigenen Wahlkomitee antrat, kandidierte auch die Koalicja Obywatelska mit einer eigenen Liste. Die Wahl führte zu folgendem Ergebnis:
- Koalicja Obywatelska (KO) 29,9 % der Stimmen, 9 Sitze
- Prawo i Sprawiedliwość (PiS) 26,2 % der Stimmen, 9 Sitze
- Wahlkomitee Jarosław Klimaszewski 21,3 % der Stimmen, 7 Sitze
- Wahlkomitee „Zarębska und Unabhängige Bielsko-Biała“ 7,1 % der Stimmen, kein Sitz
- Konfederacja und unabhängige lokale Verwaltungen 5,8 % der Stimmen, kein Sitz
- Trzecia Droga 5,0 % der Stimmen, kein Sitz
- Wahlkomitee „Gute Stadt“ 3,4 % der Stimmen, kein Sitz
- Wahlkomitee „Oktober-Koalition“ 1,4 % der Stimmen, kein Sitz

Die Stadtratswahl 2018 führte zu folgendem Ergebnis:
- Prawo i Sprawiedliwość (PiS) 31,2 % der Stimmen, 10 Sitze
- Koalicja Obywatelska (KO) 26,7 % der Stimmen, 7 Sitze
- Wahlkomitee Jacek Krywult 19,2 % der Stimmen, 4 Sitze
- Wahlkomitee „Okrzesik und Unabhängige Bielsko-Biała“ 16,8 % der Stimmen, 4 Sitze
- Kukiz’15 3,2 % der Stimmen, kein Sitz
- Sojusz Lewicy Demokratycznej (SLD) / Lewica Razem (Razem) 2,4 % der Stimmen, kein Sitz
- Übrige 0,6 % der Stimmen, kein Sitz

### Partnerstädte
- Akkon (Israel)
- Besançon (Frankreich)
- Berdjansk (Ukraine)
- Frýdek-Místek (Tschechien)
- Grand Rapids (Vereinigte Staaten von Amerika)
- Kirklees (Vereinigtes Königreich)
- Kragujevac (Serbien)
- Lilienthal (Deutschland, 2011 beendet)[28]
- Monreale (Italien)
- Rancagua (Chile)
- Shijiazhuang (China)
- Stadskanaal (Niederlande)
- Szolnok (Ungarn)
- Tienen (Belgien)
- Třinec (Tschechien)
- Wien-Donaustadt (dort seit 2019 der Bielsko-Biala-Weg)
- Wolfsburg (Deutschland)
- Žilina (Slowakei)

## Gemeinde
Die Stadtgemeinde Bielsko-Biała umfasst ein Territorium von 124 km², auf dem 169.756 Einwohner (Stand 31. Dezember 2020) leben. Dazu zählen folgende Stadtteile (eingemeindete Dörfer):
- Schlesien: Bielsko (Bielitz O.S.), Komorowice Śląskie (Batzdorf), Stare Bielsko (Alt-Bielitz), Kamienica (Kamitz), Wapienica (Lobnitz), Aleksandrowice (Alexanderfeld), Mikuszowice Śląskie (Nickelsdorf), Olszówka Górna (Ober-Ohlisch), Olszówka Dolna (Nieder-Ohlisch).
- Galizien: Biała (Biala), Hałcnów (Alzen), Komorowice Krakowskie (Komorowitz), Mikuszowice Krakowskie (Nickelsdorf), Straconka (Dresseldorf), Lipnik (Kunzendorf), Leszczyny (Nussdorf).